# 国殇墓园

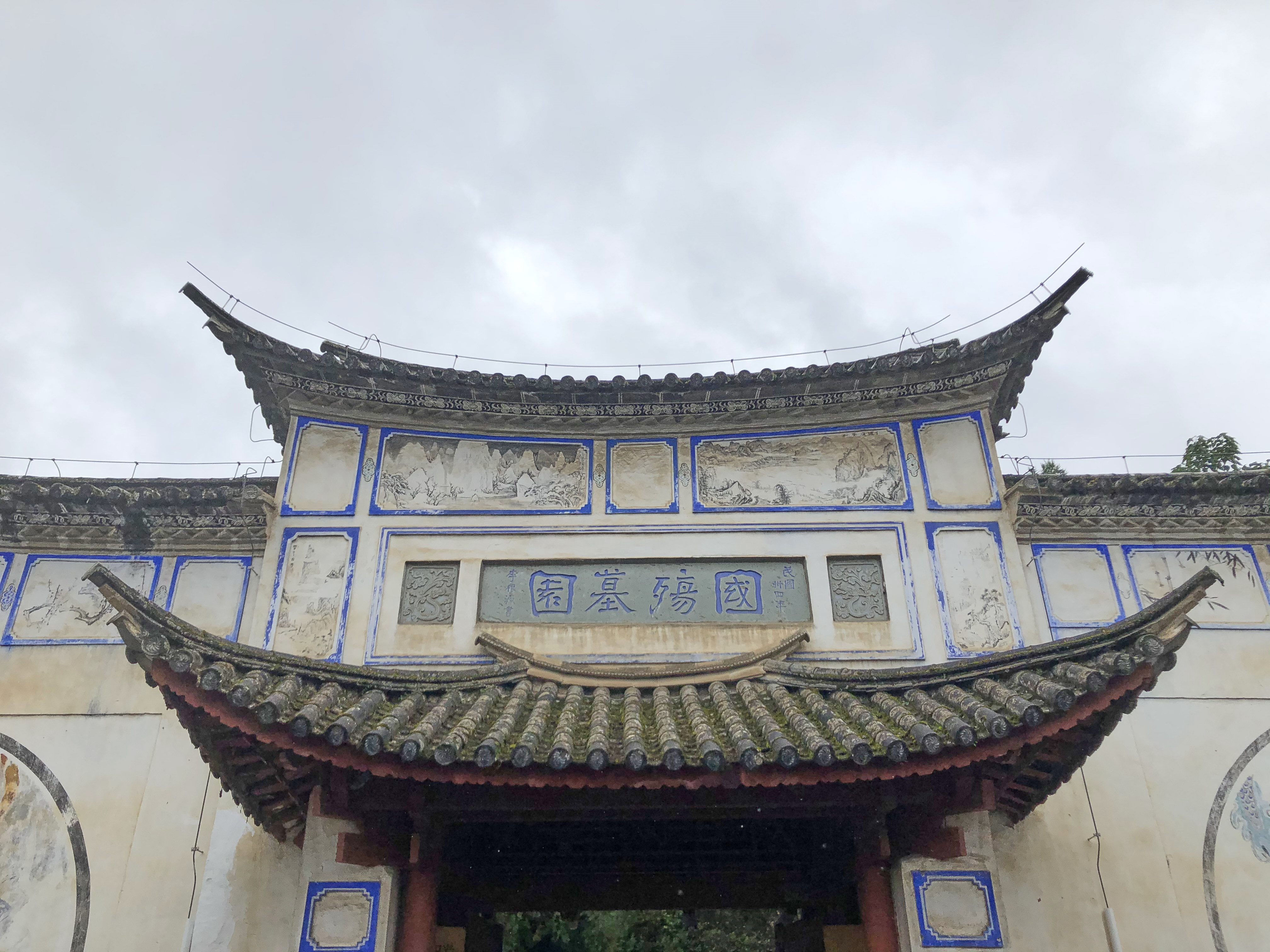

国殇墓园位于云南省西部的腾冲县城西南1公里处的叠水河畔、来凤山北麓，是为了纪念抗日战争时期中国远征军第二十集团军在騰沖戰役中阵亡的将士而修建的墓园，是中国规模最大、保存最完整的抗日战争时期正面战场阵亡将士陵园。1996年，国殇墓园被中华人民共和国国务院公布为第四批全国重点文物保护单位之一；1997年，被云南省委公布为省级爱国主义教育基地。

## 缘由
1944年5月10日，中国远征军对滇西地区的日军发动反攻，其中第二十集团军以六个师的兵力向腾冲进攻。经过多日激战，终于9月14日攻克。腾冲是中国在抗战时期正面战场最先光复的县城。此役，日军阵亡6,000余人，国军阵亡9,168人。战役结束后，时任国民政府委员兼云贵监察使的李根源倡议兴建陵园以祭悼国军阵亡将士。墓园在印度华人的援助下开始修建，于1945年7月7日正式落成。李根源根据《楚辞》中的“国殇”一篇，为之起名为“国殇墓园”。

## 建筑

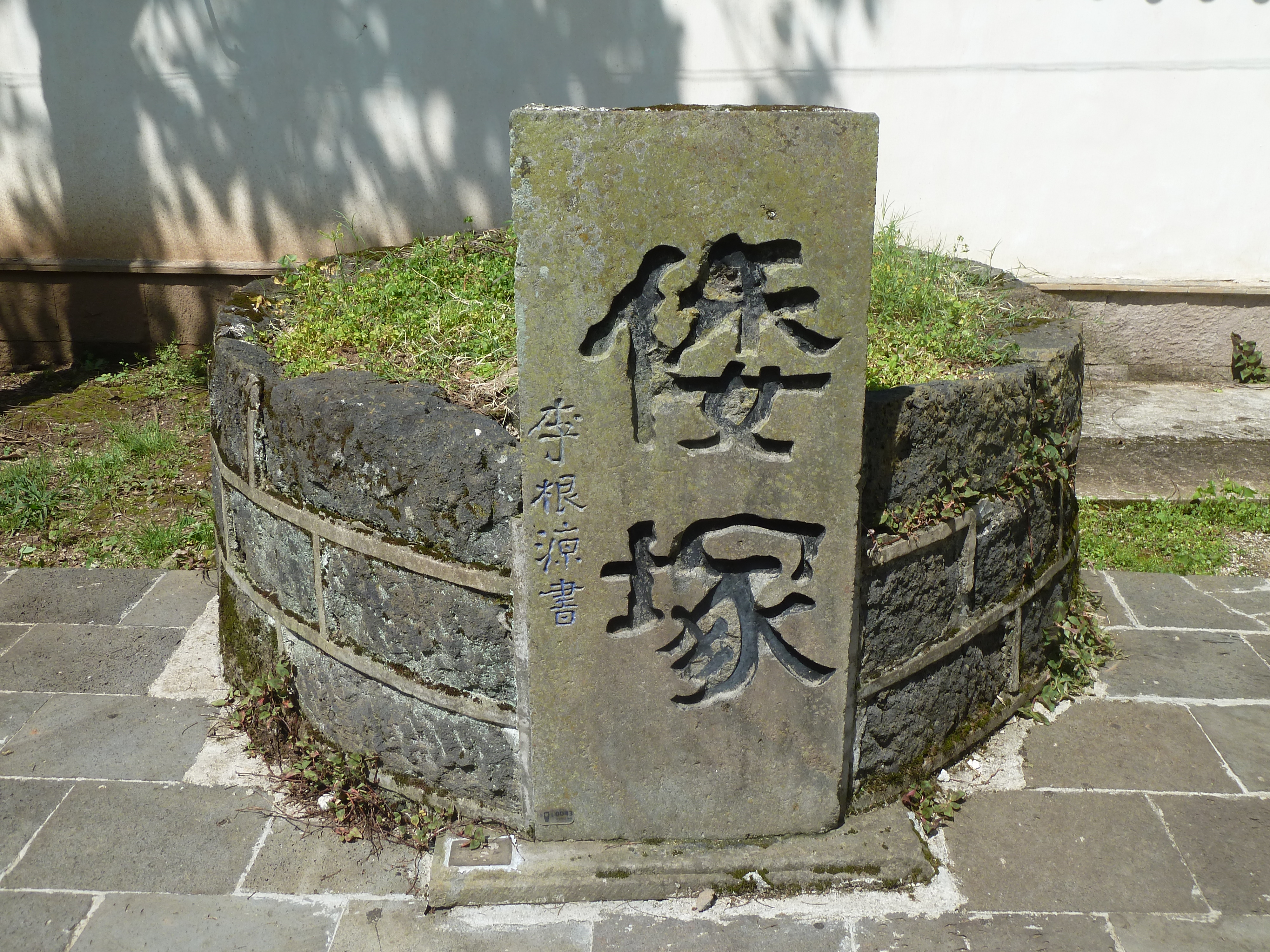
国殇墓园内的“倭冢”

国殇墓园按中轴对称布局，墓园西南角的小团坡是全园最高处。以小团坡为起点，沿东北向轴线，依次有烈士纪念塔、烈士墓冢、忠烈祠、墓园大门等建筑。占地面积53,300平方米，建筑面积9,826平方米。
墓园的大门为八字形古式门楼，门额镶有李根源所书“国殇墓园”四个大字，大门右侧挂有“滇西抗战纪念馆”的牌子。两侧粉墙上，分别绘有表彰烈士精神的龙腾、虎跃形象，旁边有国务院颁立的全国重点文物保护碑。门后为一条长甬道，甬道两侧有近年来修建的民族风格的陈列馆。馆分为两个展厅，展出腾冲战役中的实物与照片，并分“太平洋战争”、“腾冲战役”、“腾冲人民对抗战的贡献”、“中印公路的建筑”、“腾冲战役中部分将士事迹介绍”五个部分。
主体建筑忠烈祠坐落在甬道尽头的高台上，台前正中刻“碧血千秋”四个大字，为蒋中正所题，李根源书写。忠烈祠为古代祠庙建筑风格，面阔五间，重檐歇山顶，四周设回廊。上檐下悬蒋中正题写的“河岳英灵”匾额，捐堂正门上悬国民党元老于右任手书的“忠烈祠”匾额，祠堂中央高悬孙中山先生的画像及“总理遗嘱”，左右分挂中国国民党党旗、中华民国国旗。两侧墙壁镶嵌国军阵亡将士名录碑七十六方，刻有九千位烈士的姓名。两侧的厢房现辟为展厅，陈列着反映当时战况的照片。祠内外立柱悬挂国民政府高级军政人员何应钦、卫立煌、孙科、陈诚、龙云及远征军第二十集团军将领霍揆章、周福成、阙汉骞、顾葆裕等人的题联、挽诗、悼词。祠前立数通石碑，主要有蒋中正签署保护国殇墓园的《国民政府军事委员会布告》碑、集团军总司令霍揆彰记述腾冲战役的《忠烈祠》碑和《腾冲会战概要》碑、李根源的《告滇西父老书》碑、张问德的《答田岛书》碑等。
忠烈祠后方是高31米的小团坡，坡顶有高10米的纪念塔，其外形为方形柱式，由腾冲特有火山岩雕砌而成。塔身正面镌刻着霍揆彰的题书“远征军第二十集团军光复腾冲阵亡将士纪念塔”，塔基正面刻有蒋中正题、李根源书的“民族英雄”四个蓝色大字，其余三面为腾冲战役纪要铭文。以塔为中心，辐射状地把坡体分为六个等分，每个等分代表一个师，坡上密布墓碑。墓碑上书阵亡将士的姓名和军衔，碑下埋葬骨灰。烈士冢共立墓碑3,346块，其中包括战死的援华美军人员。此外，在墓门左侧的角落里还筑有埋了四具日军尸骸的土坟，立有黑色“倭冢”二字，也是李根源手书。

## 修复
中华人民共和国成立初，墓园得以完好的保存。但在文化大革命期间，国殇墓园作为“反动四旧”，遭到严重破坏，大量墓碑、墓穴被捣毁。文革结束后，于1984年10月组建了国殇墓园复修委员会及规划施工小组，同年12月动工，恢复了忠烈祠及墓园大门的原貌。腾冲市民杜茂盛自愿到山坡上收集被凿毁的碑文，逐一辩认，并查找资料核对，使烈士英名重昭于天下，并整理出部分烈士资料对公众开放。国家文物局后又多次拨款对国殇墓园内忠烈祠等建筑物作进一步修缮。当前墓园内广植松柏栗竹，郁郁葱葱，一派清幽肃穆的景象。

## 圖集

國殤墓園
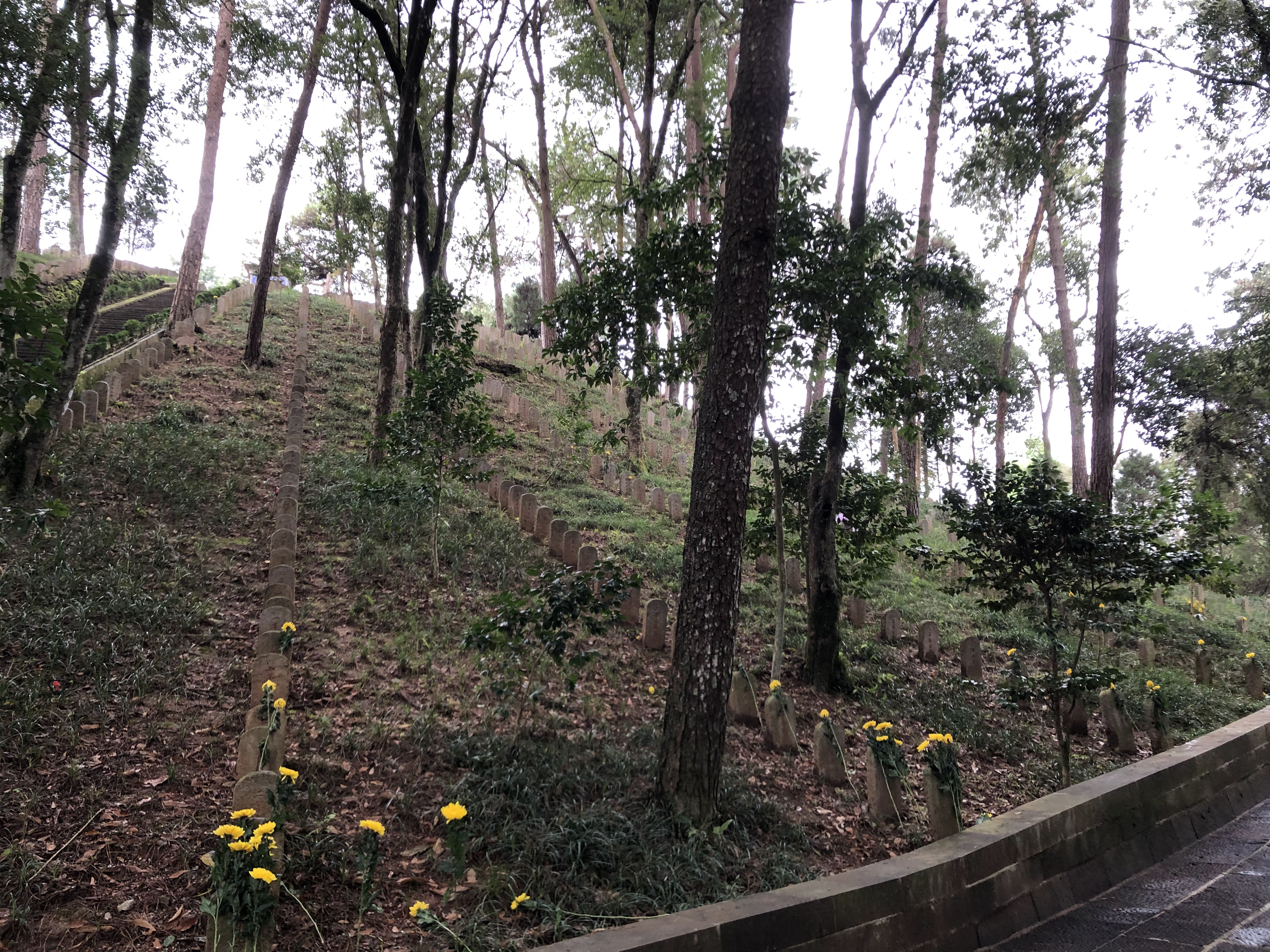
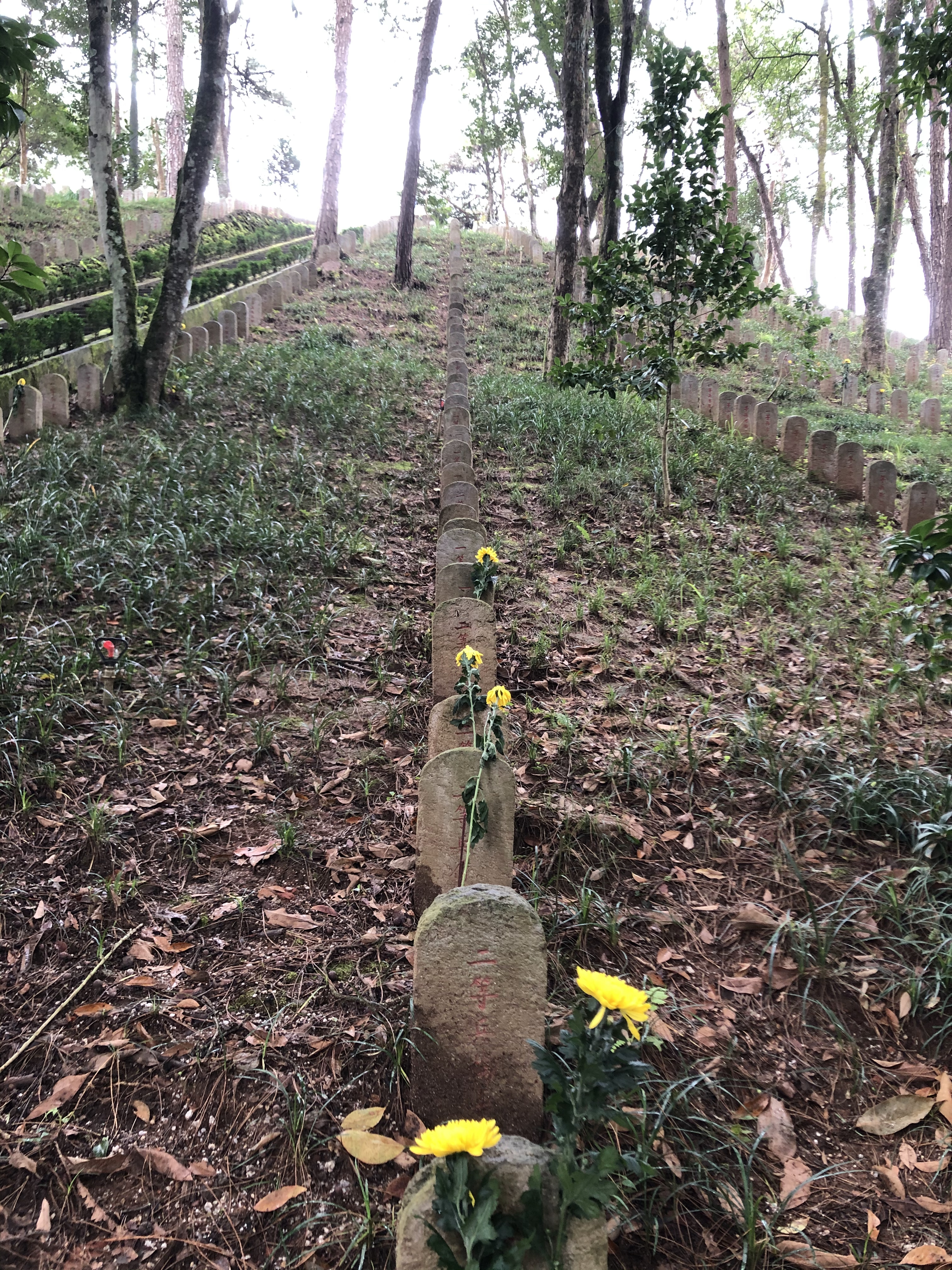
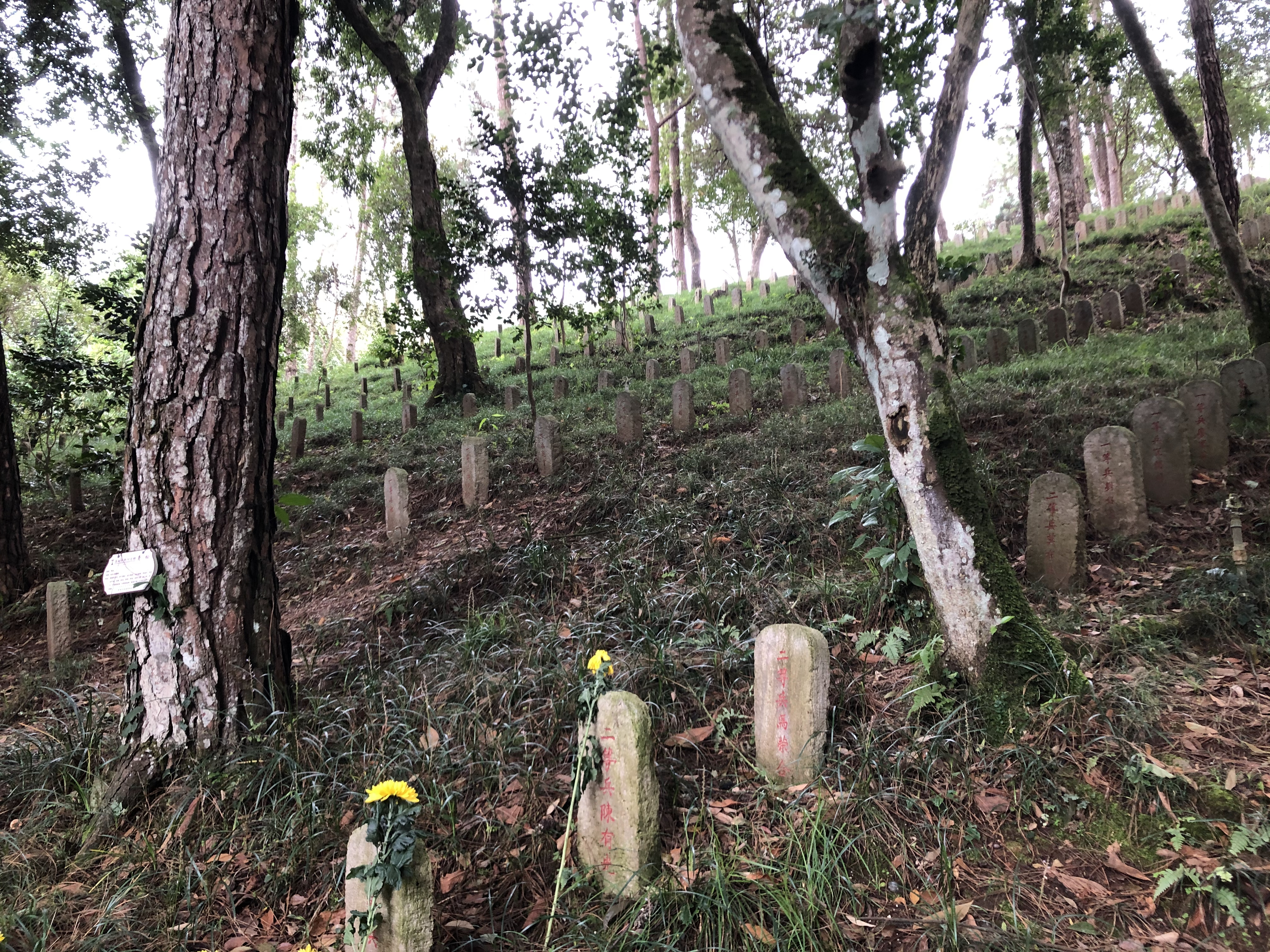
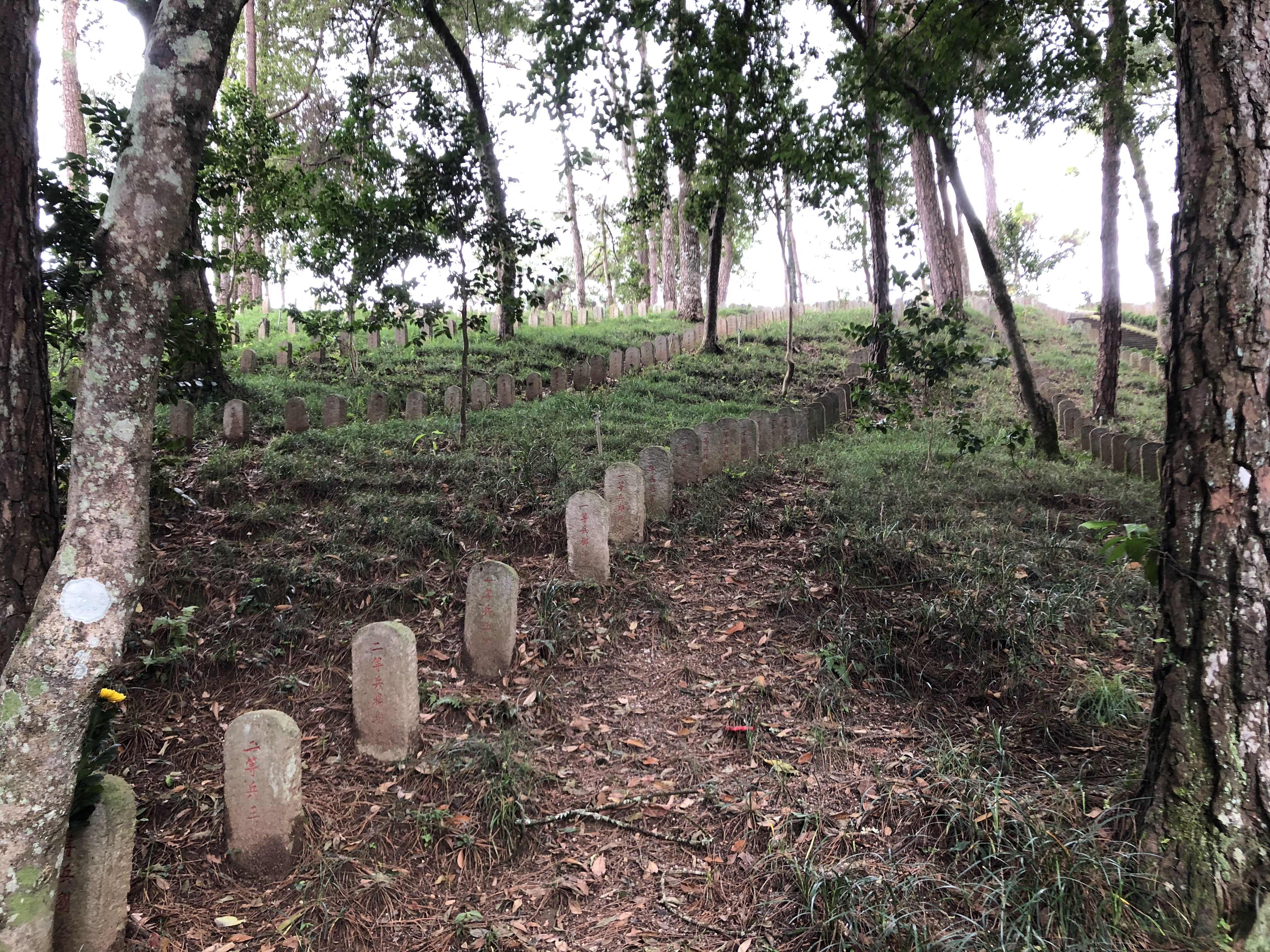
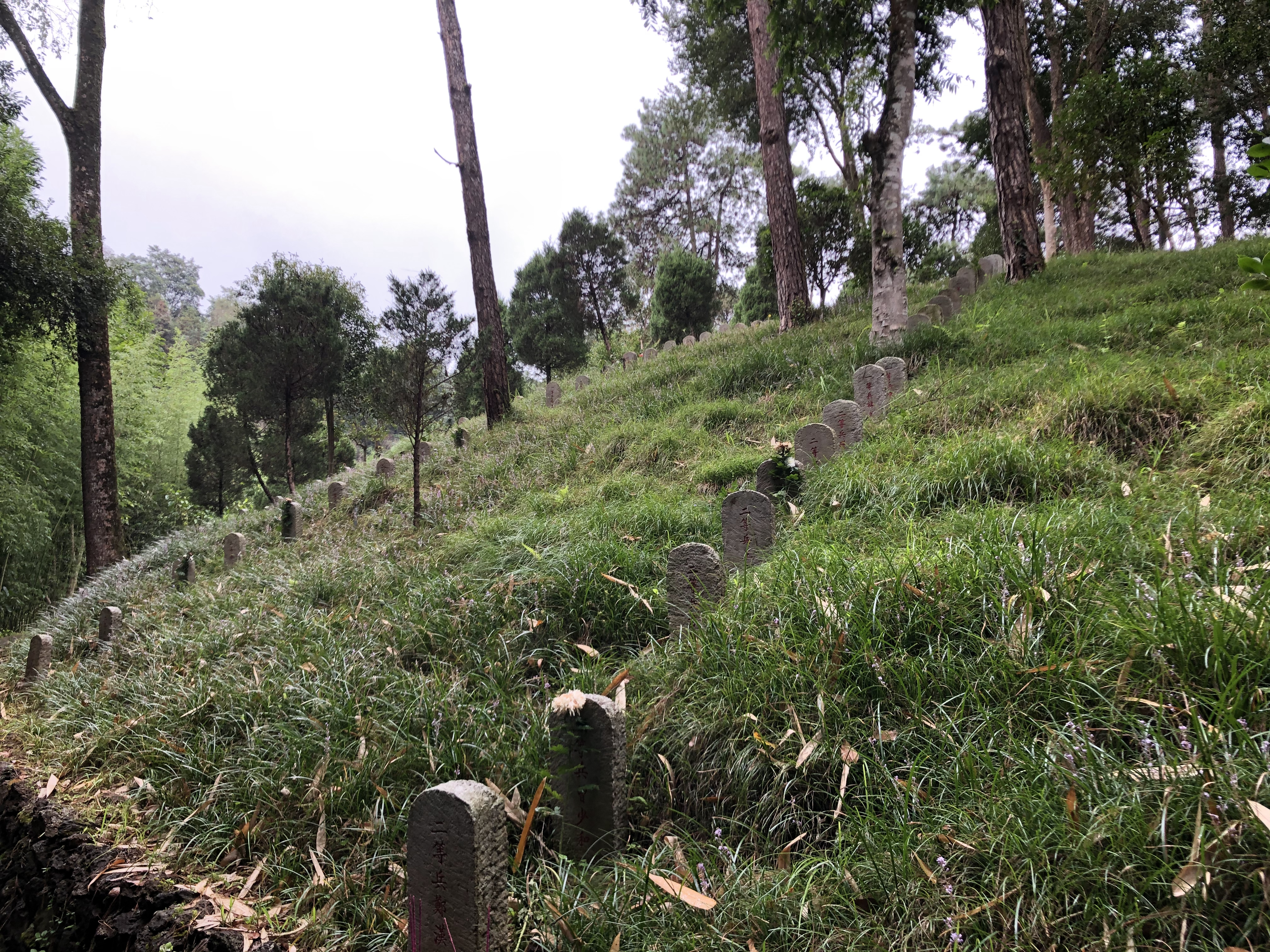
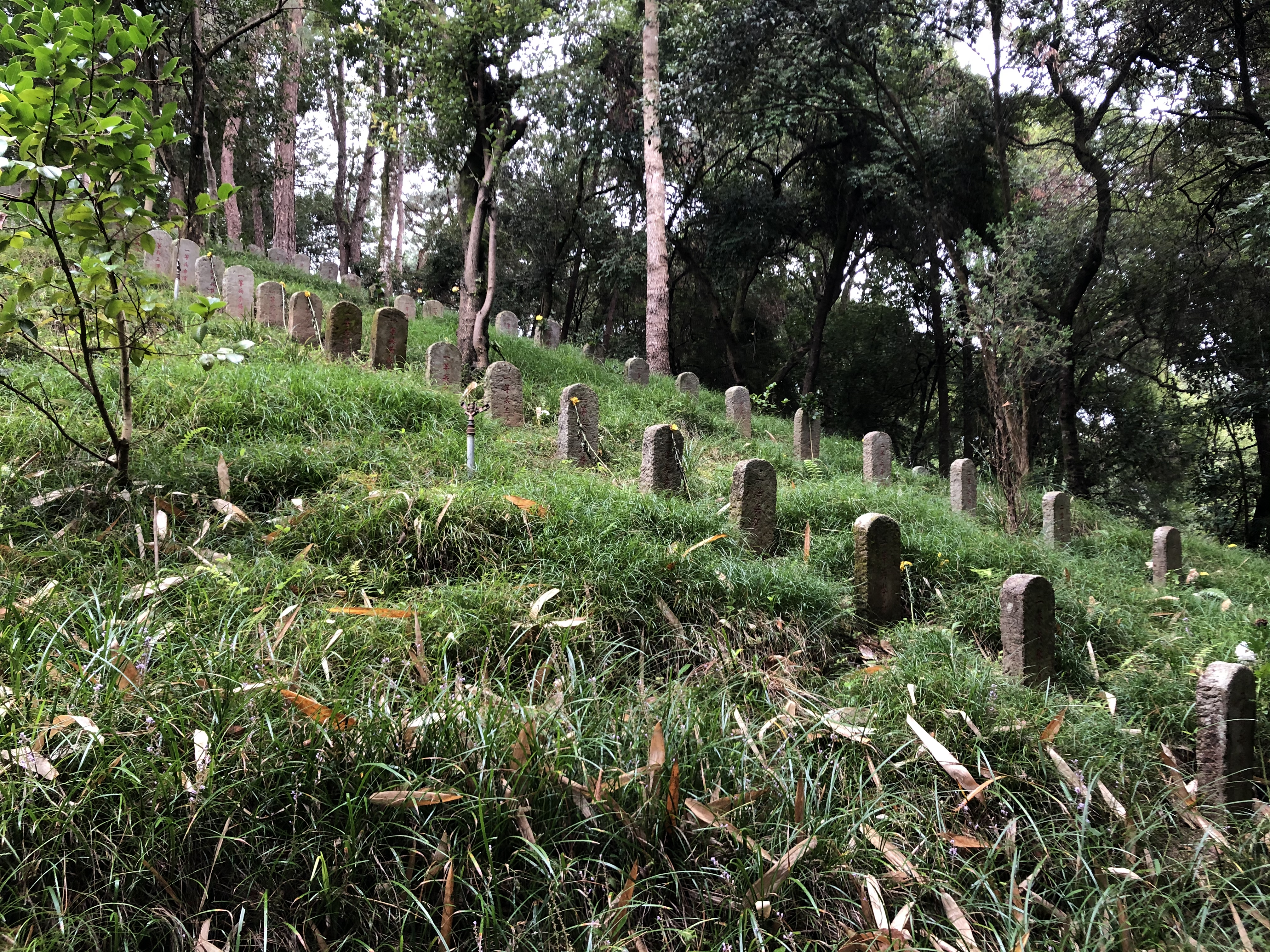
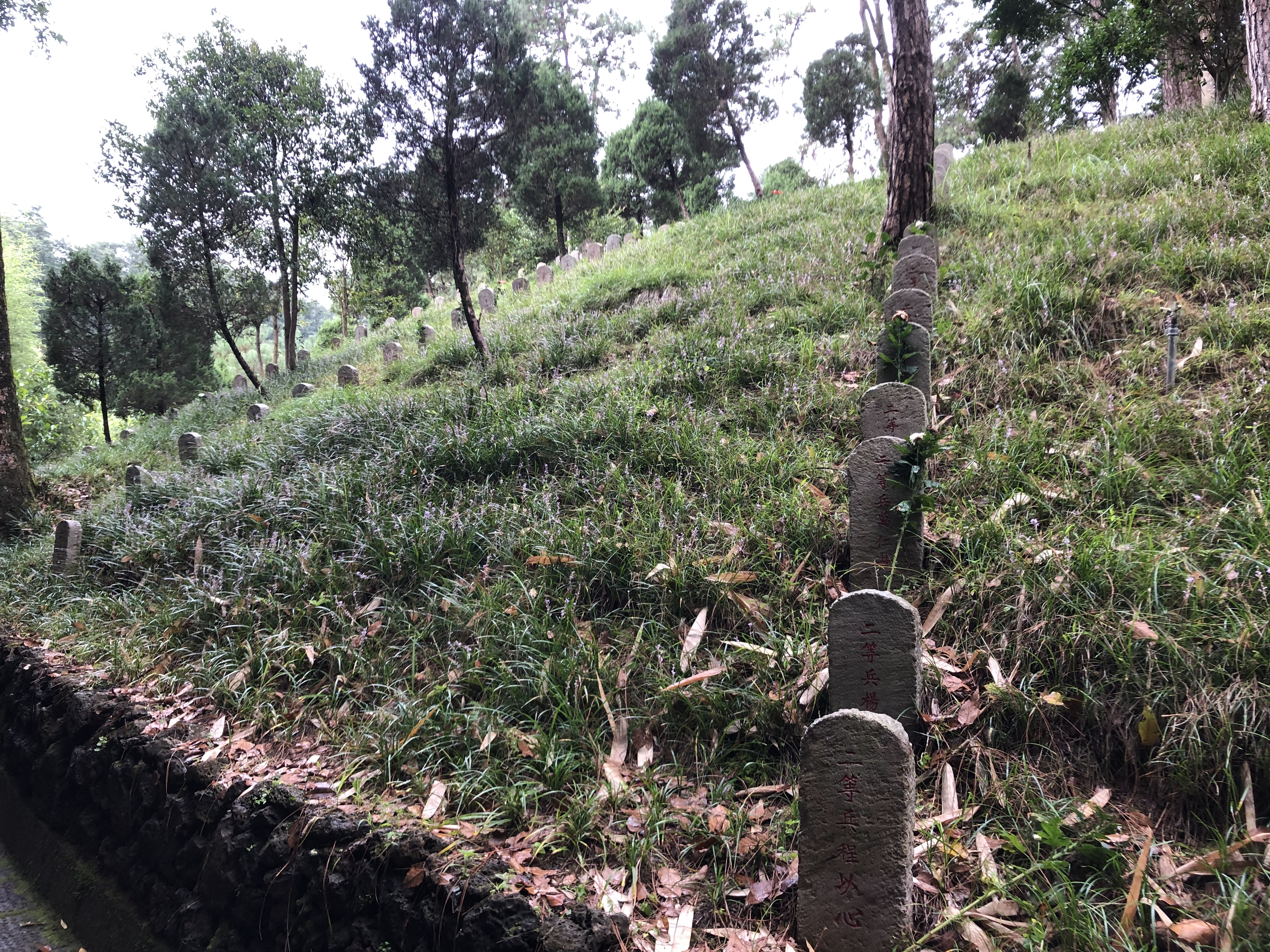
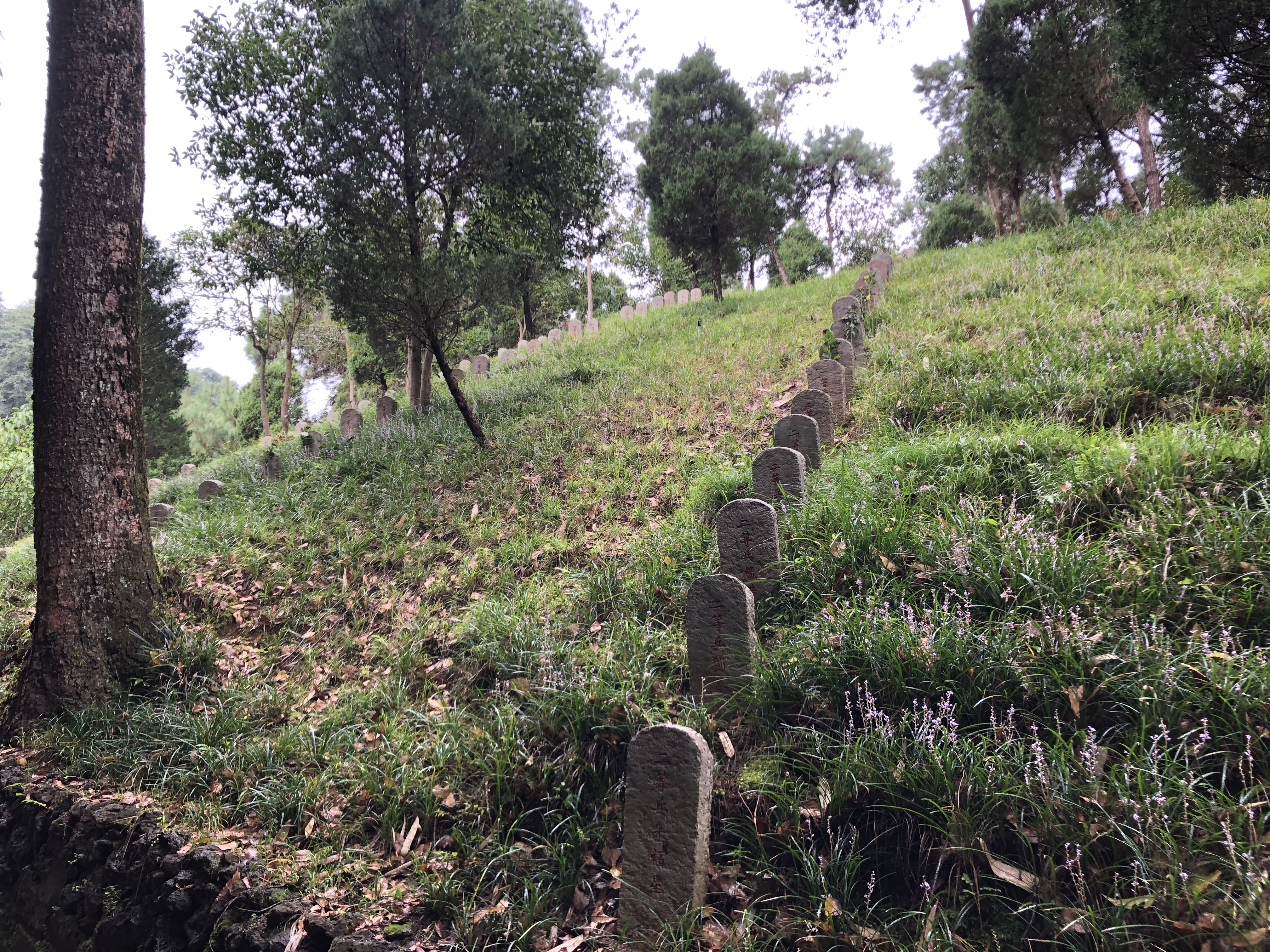
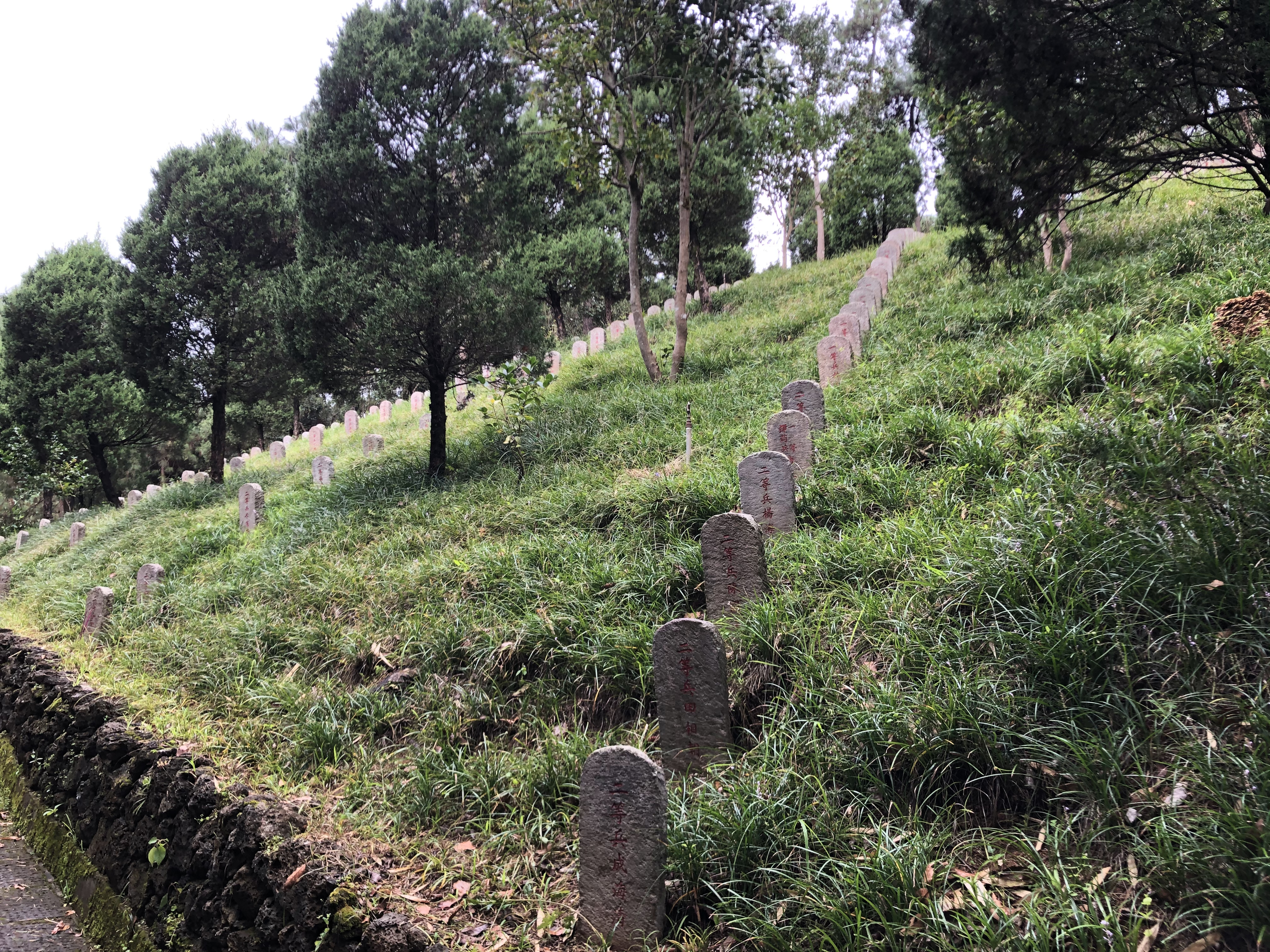
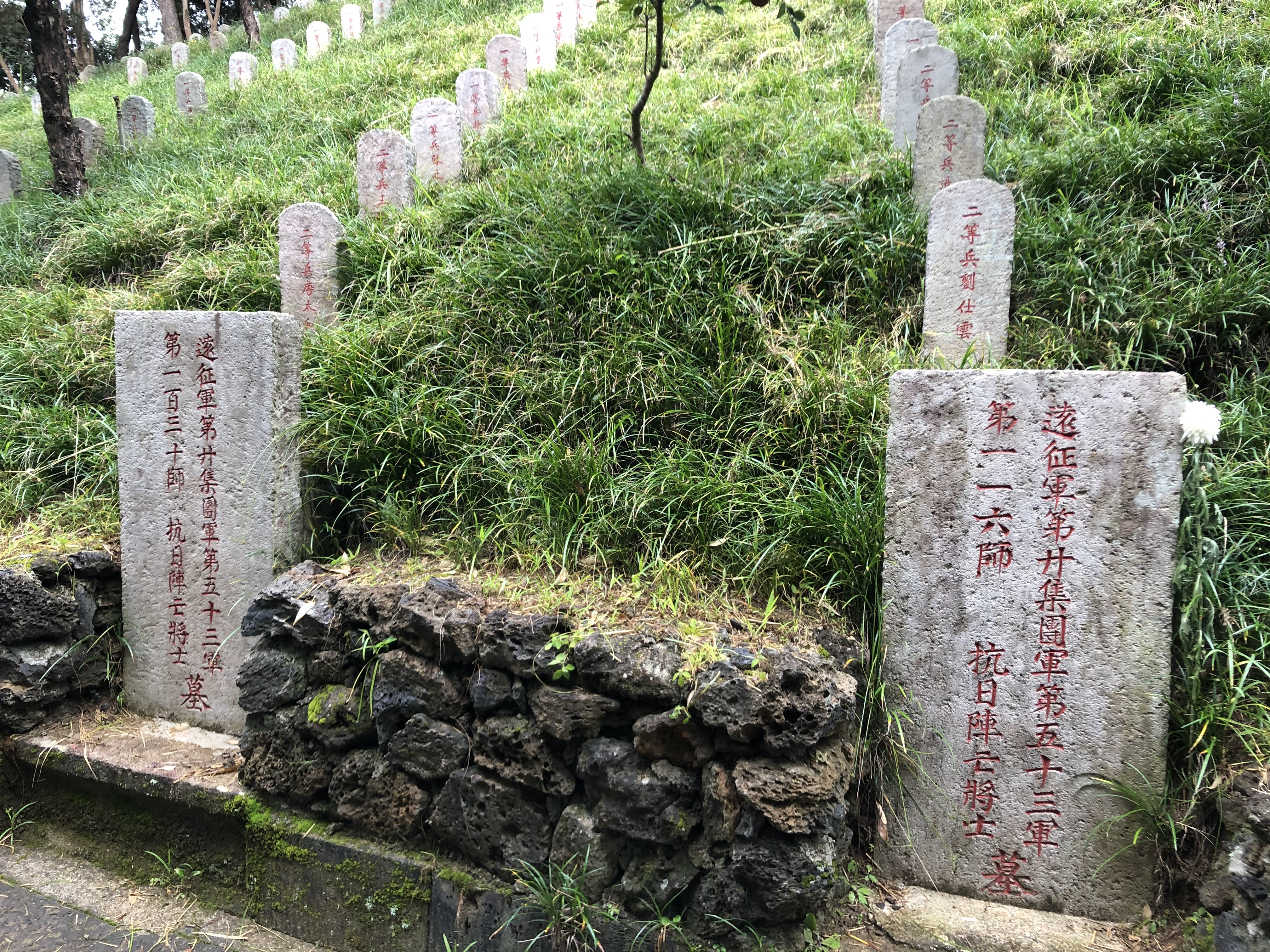
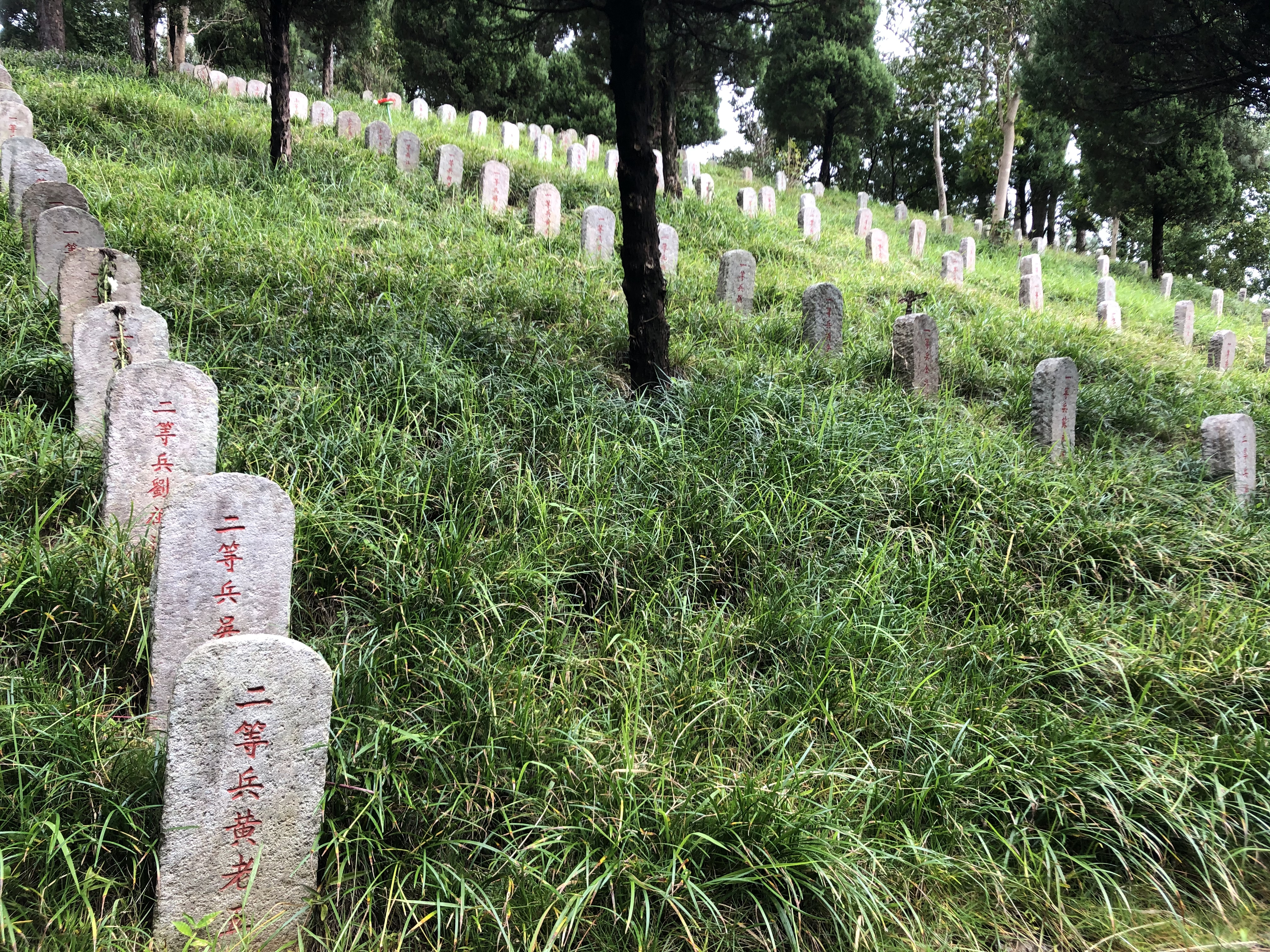
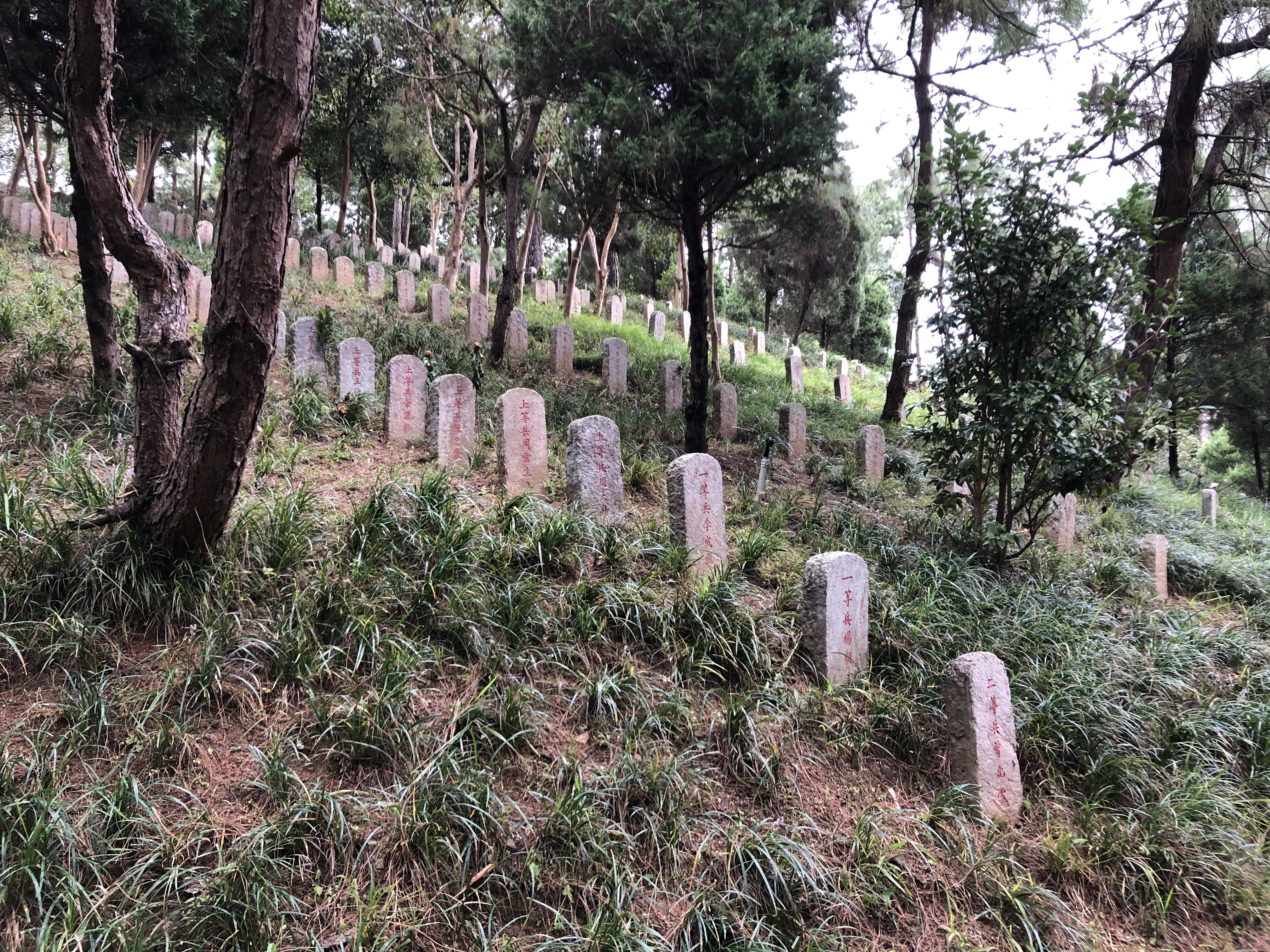
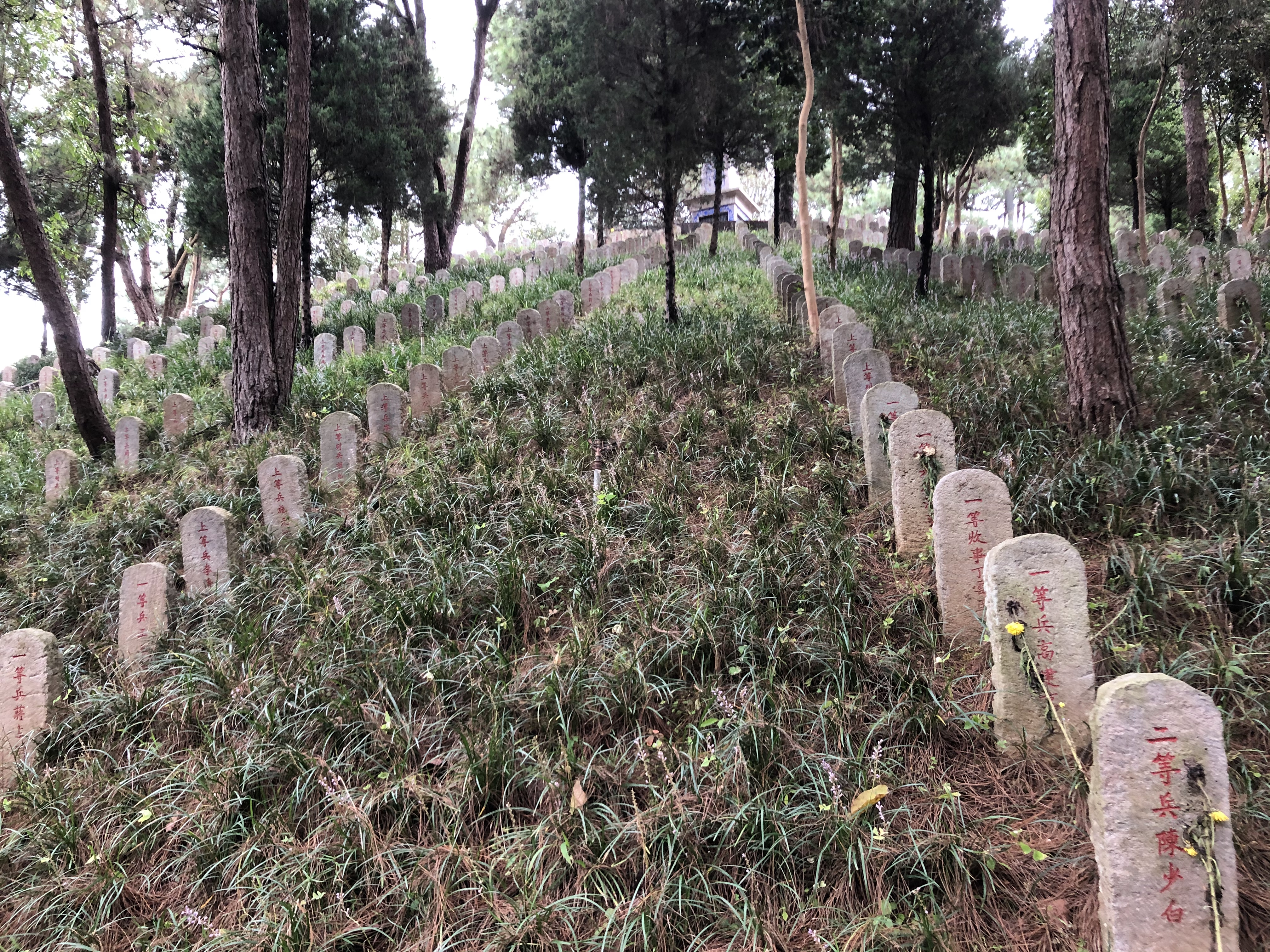
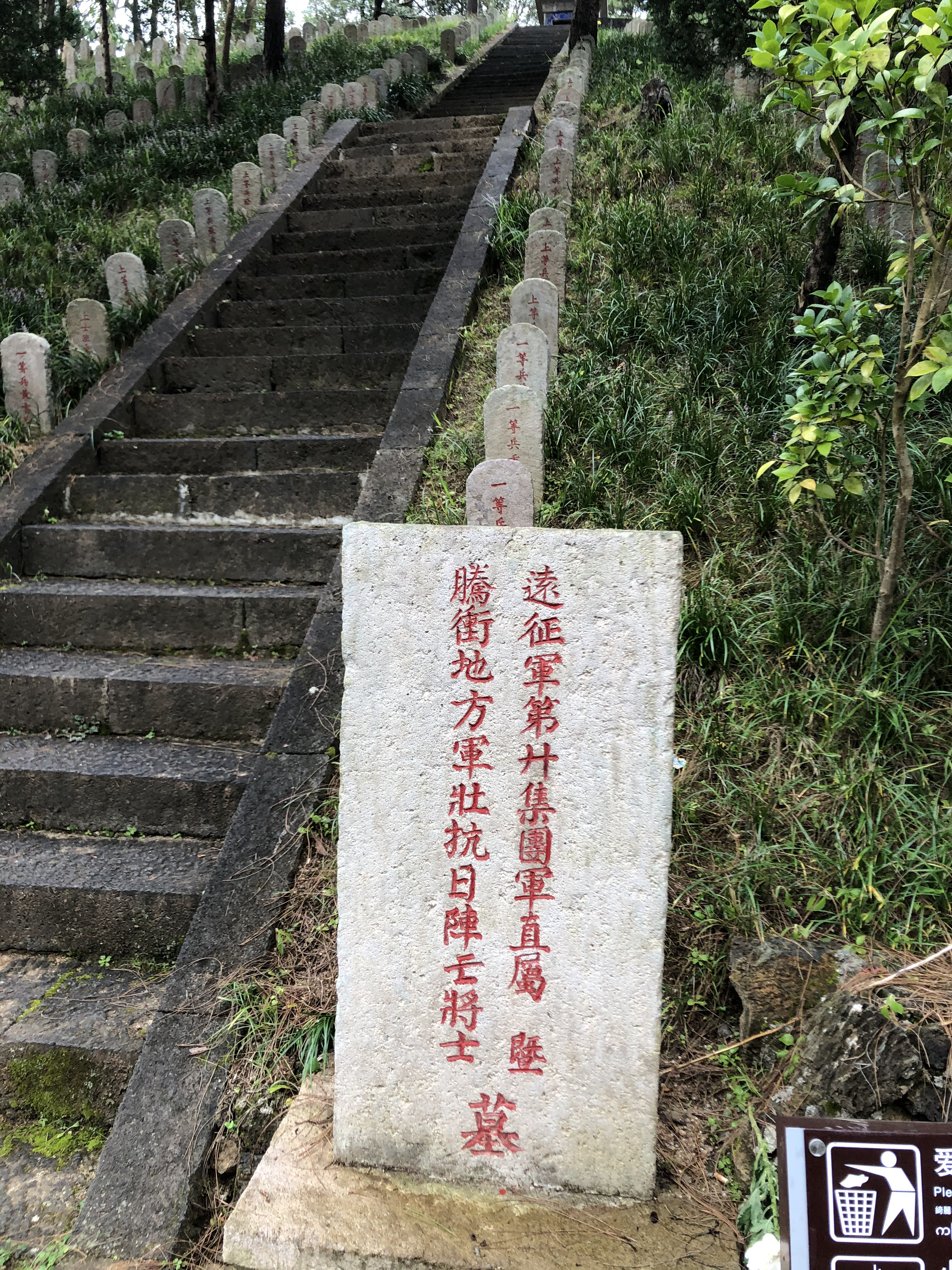
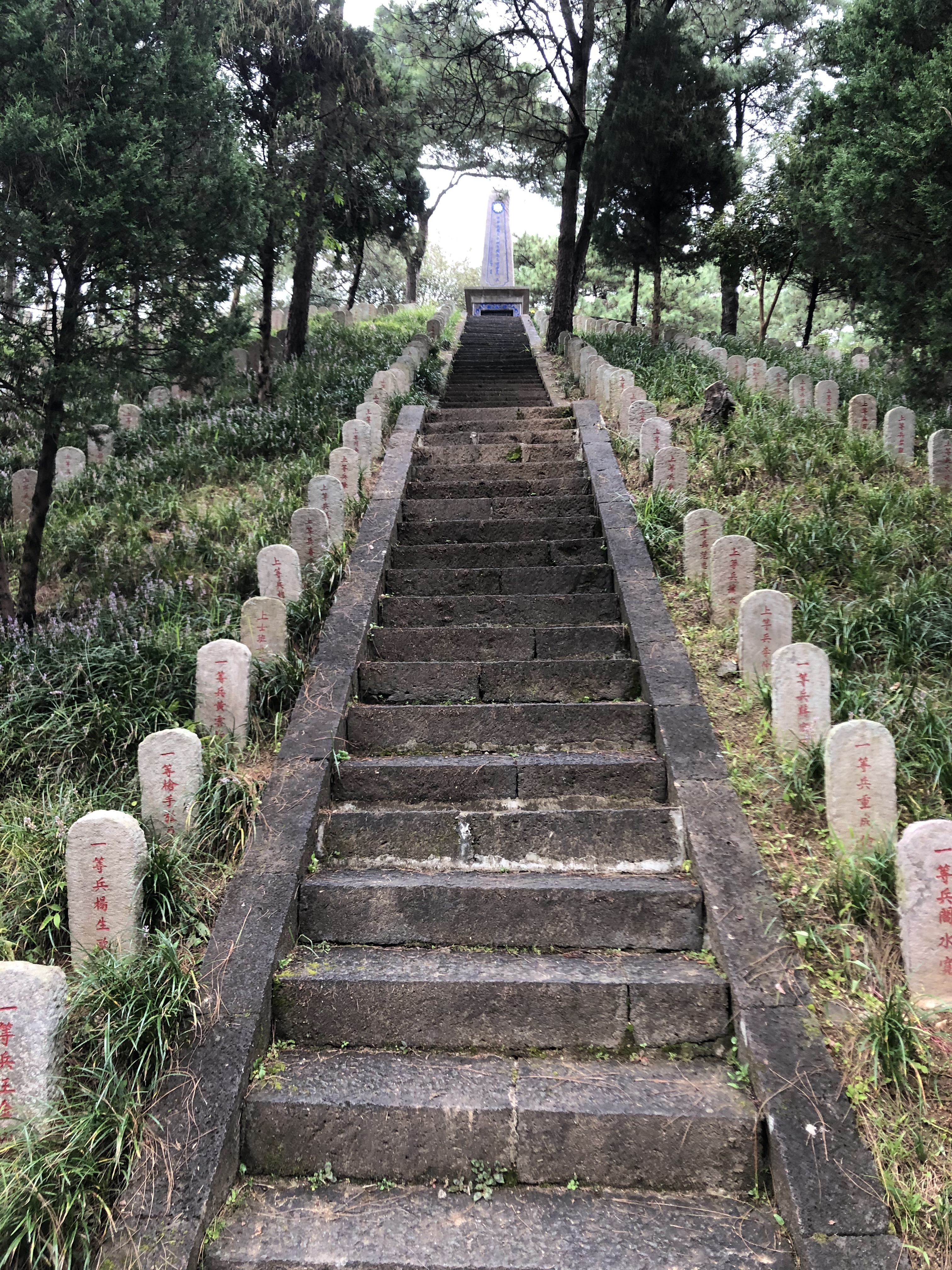
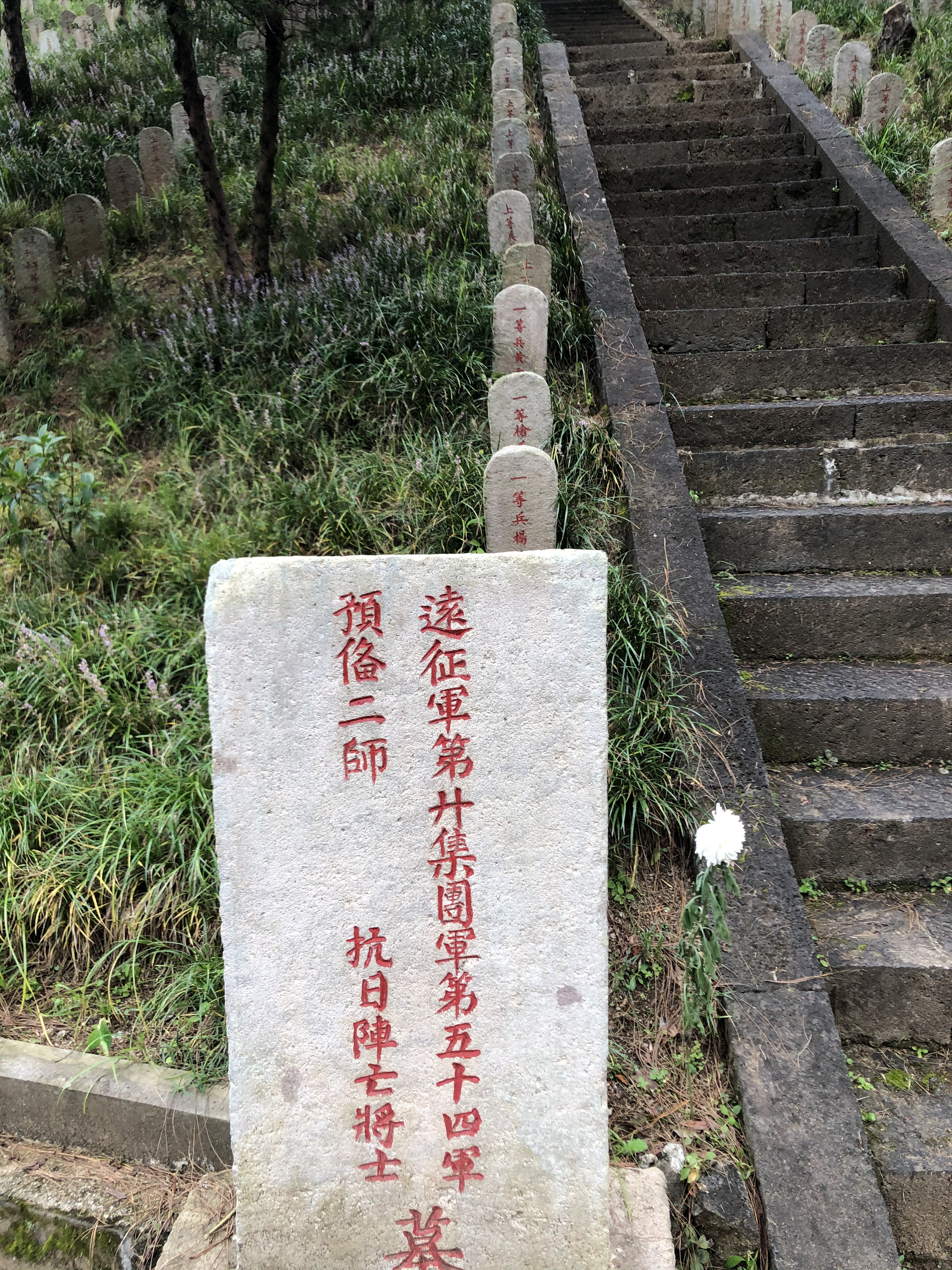
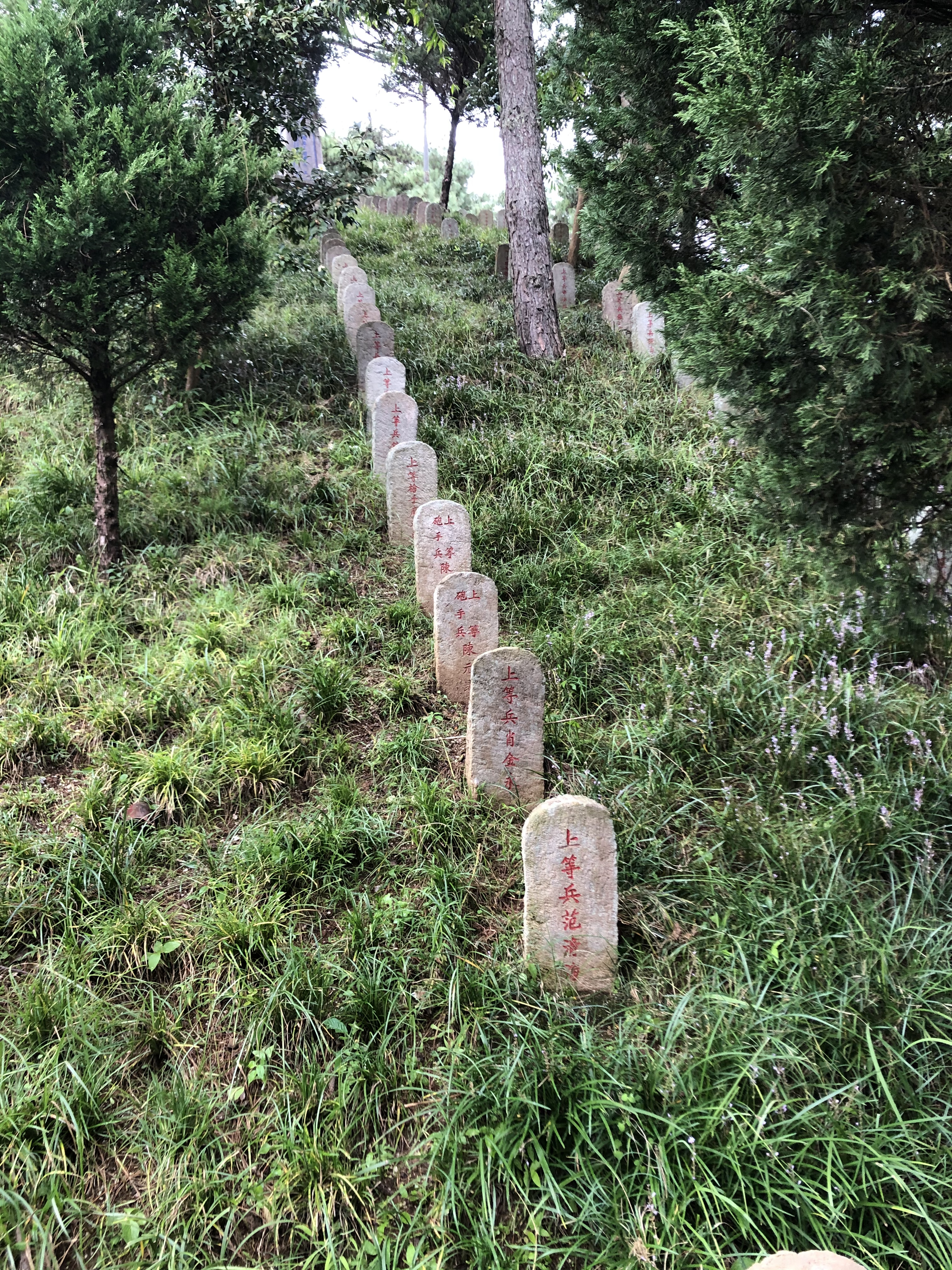
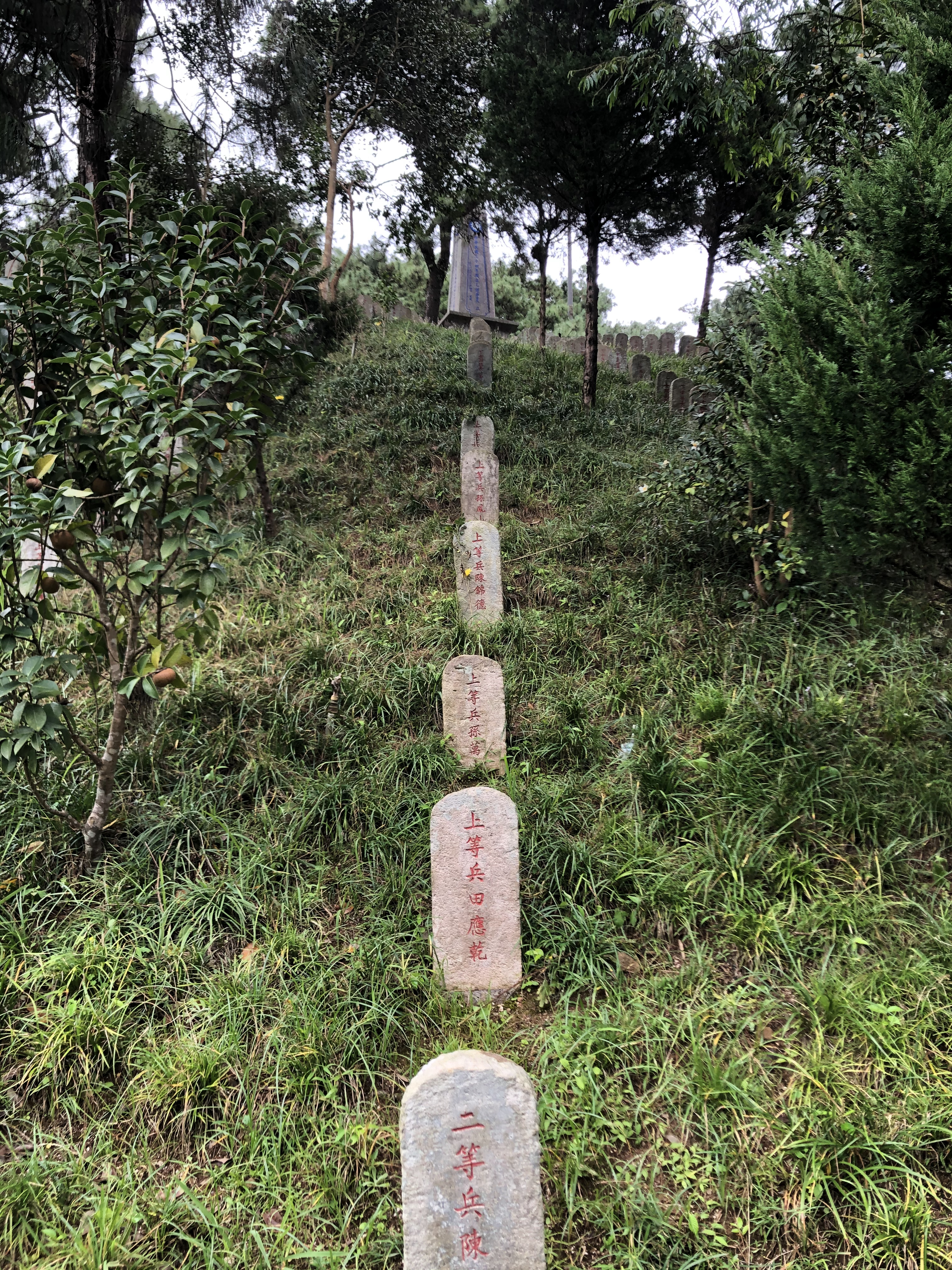
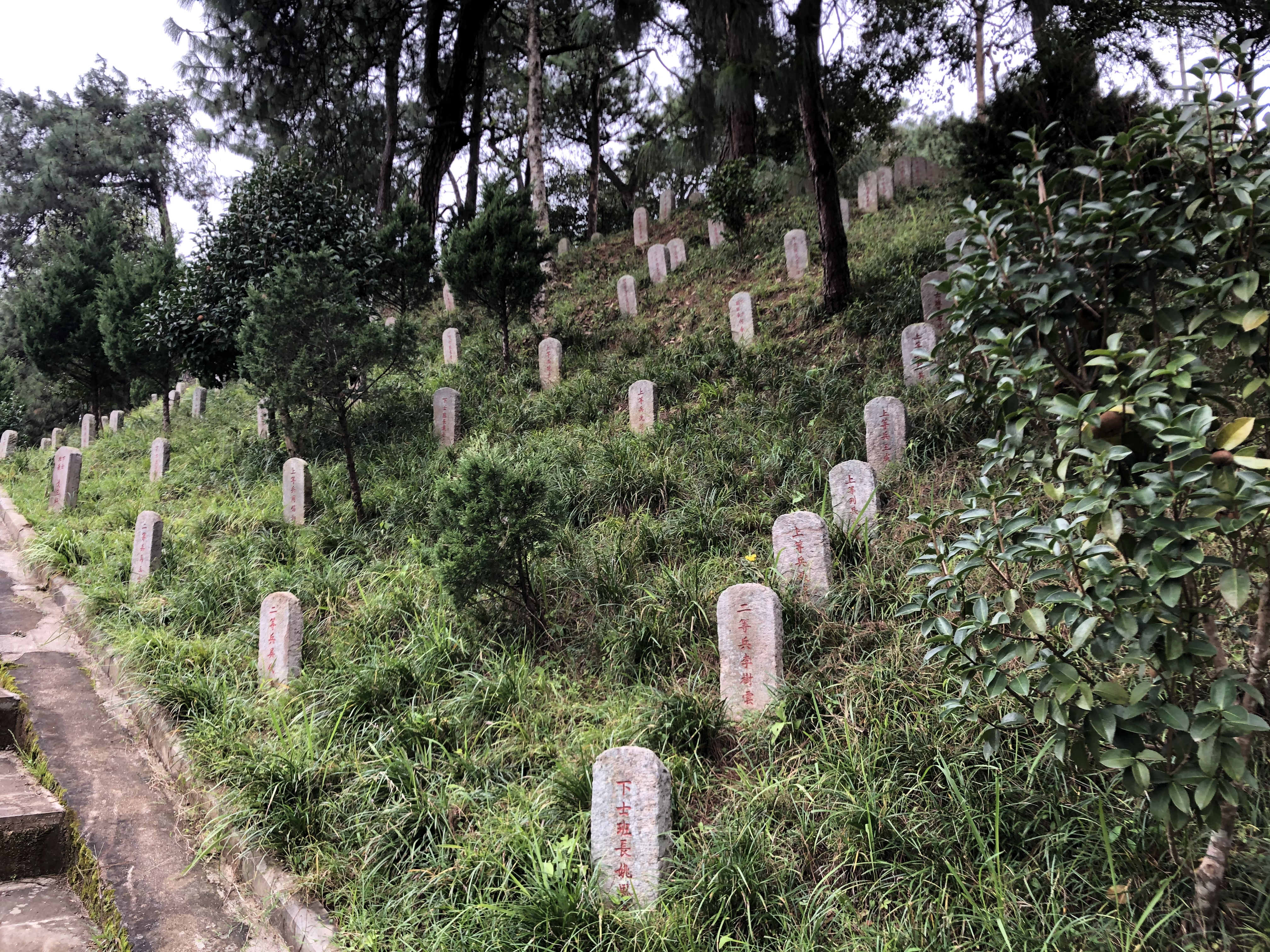
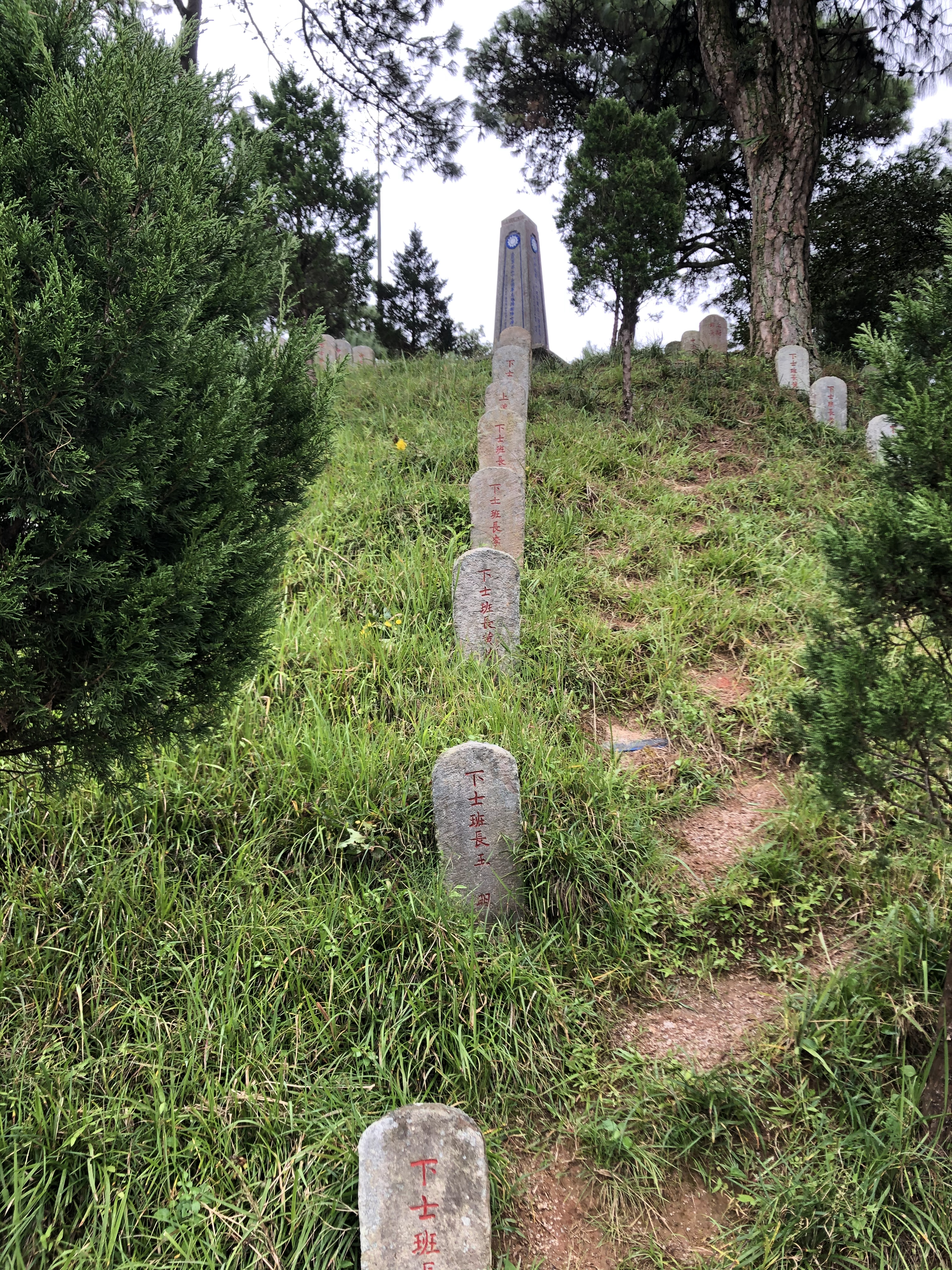
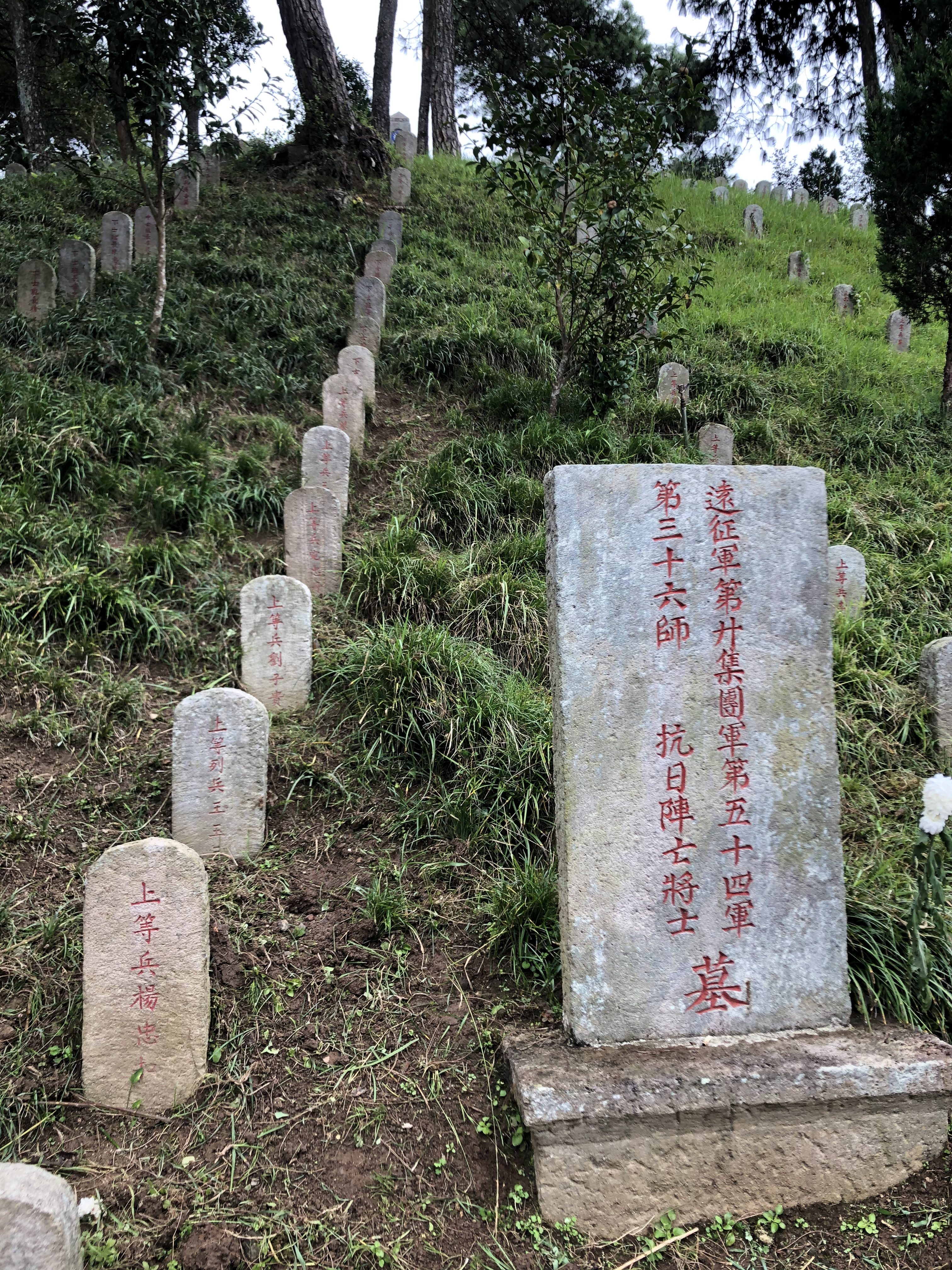
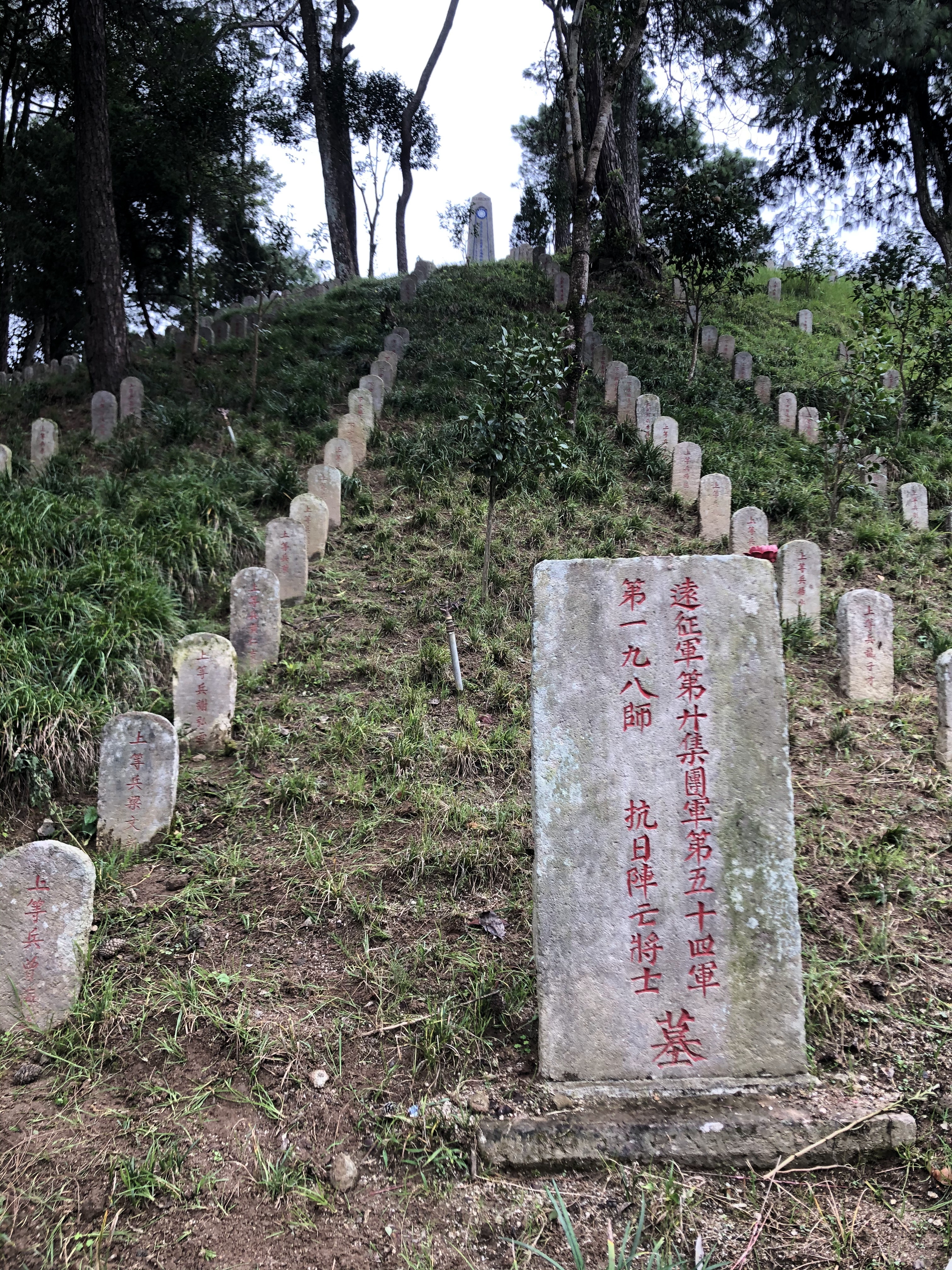
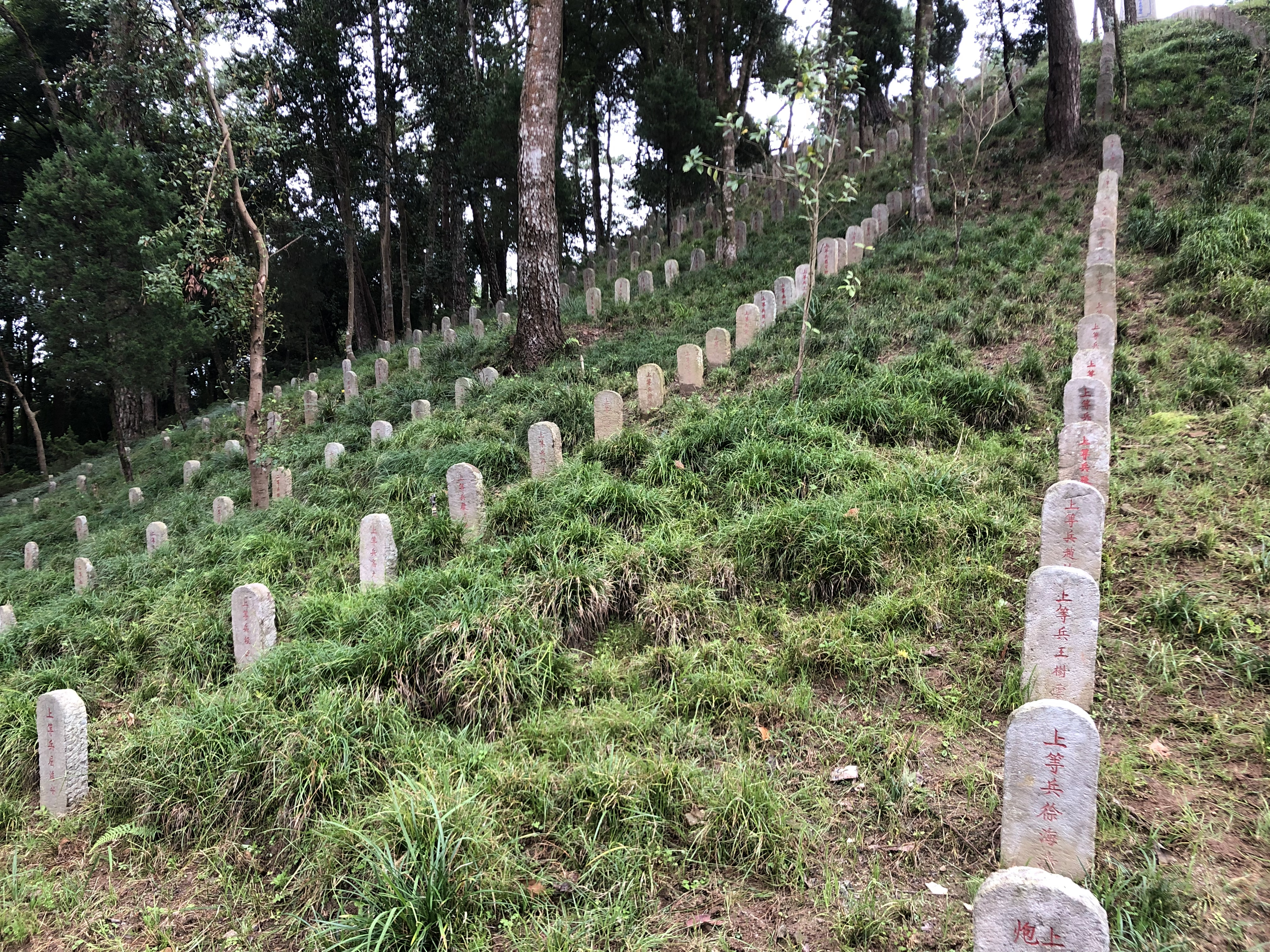
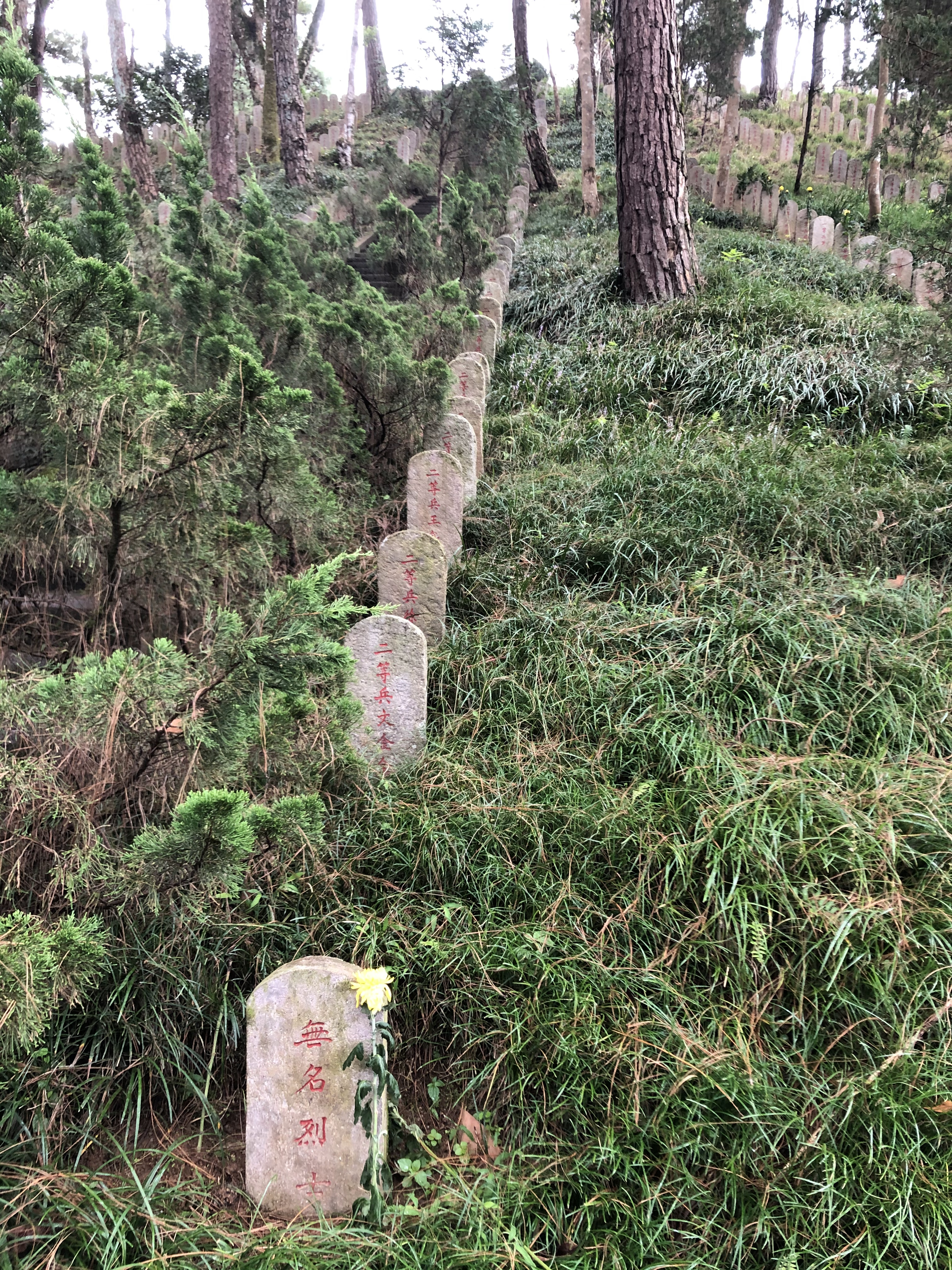

國殤墓園忠烈祠碑
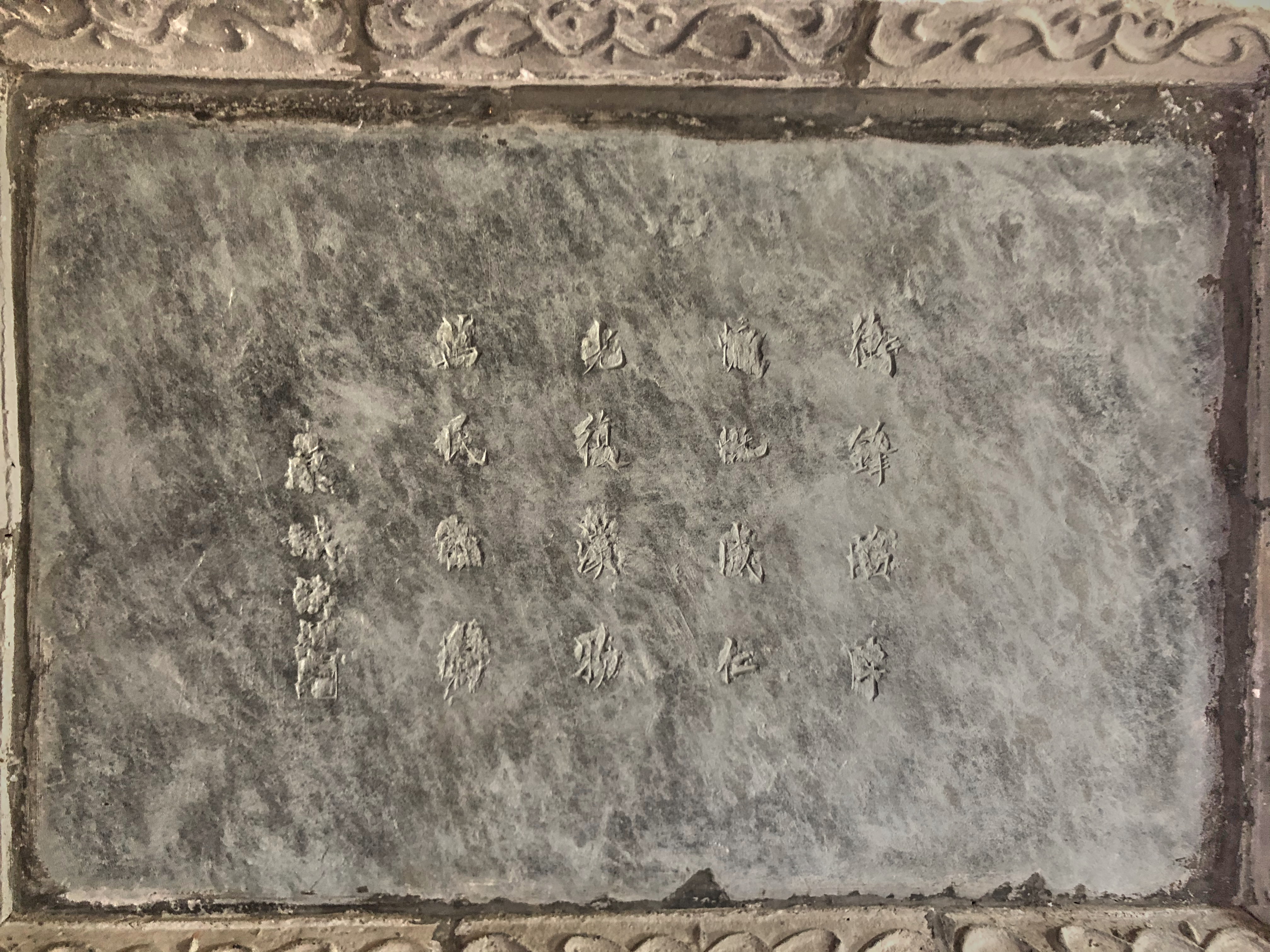
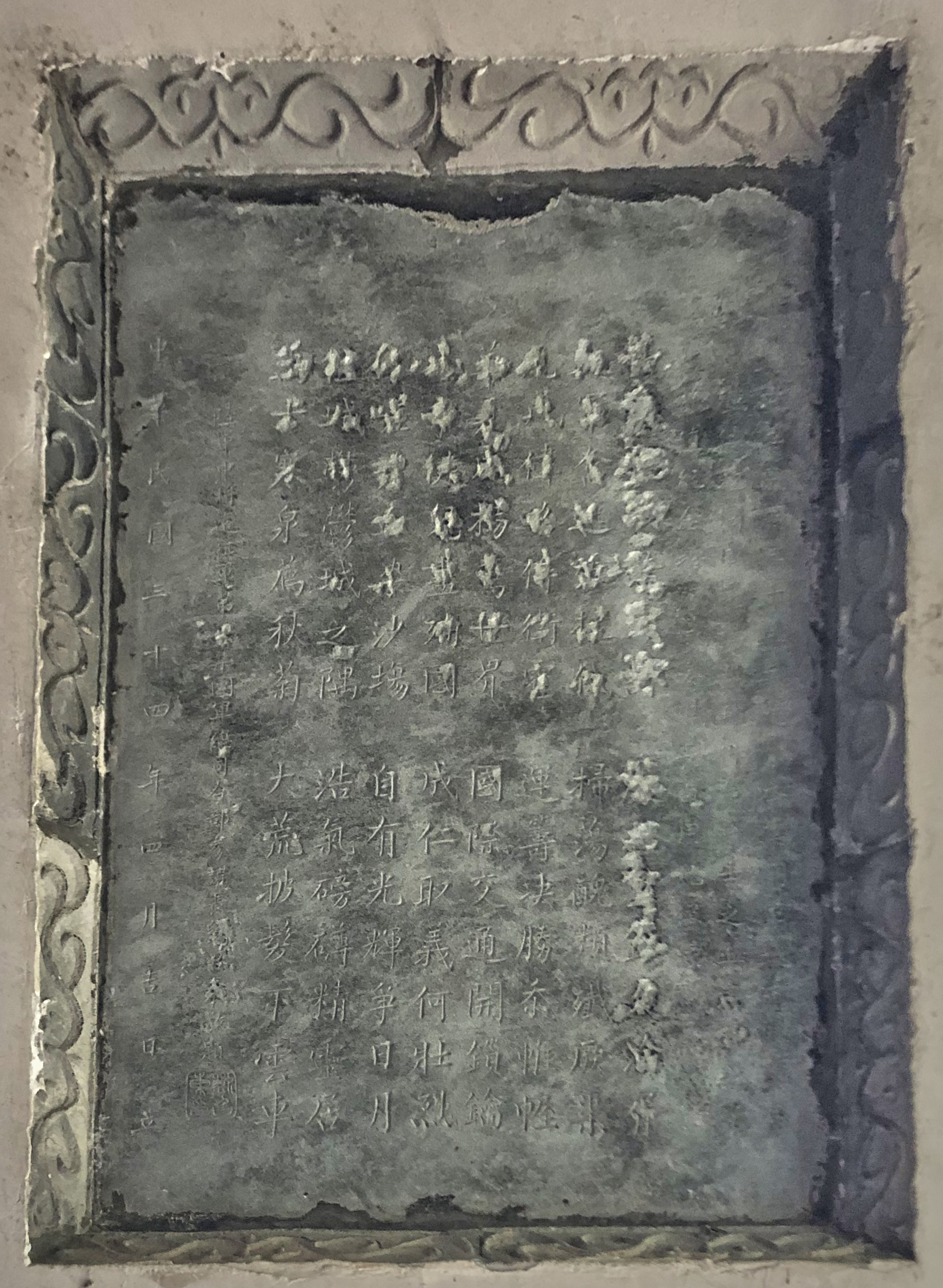
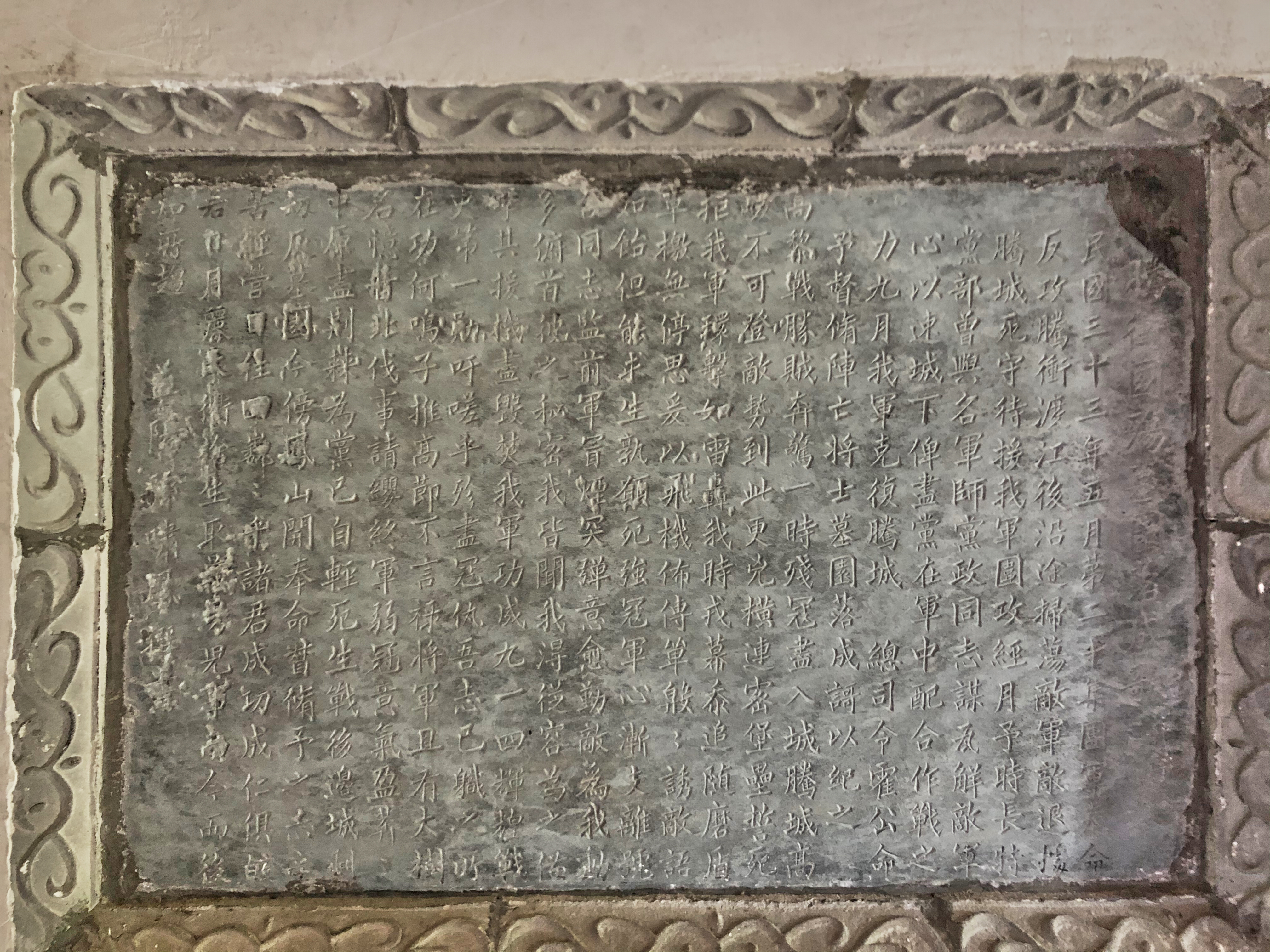
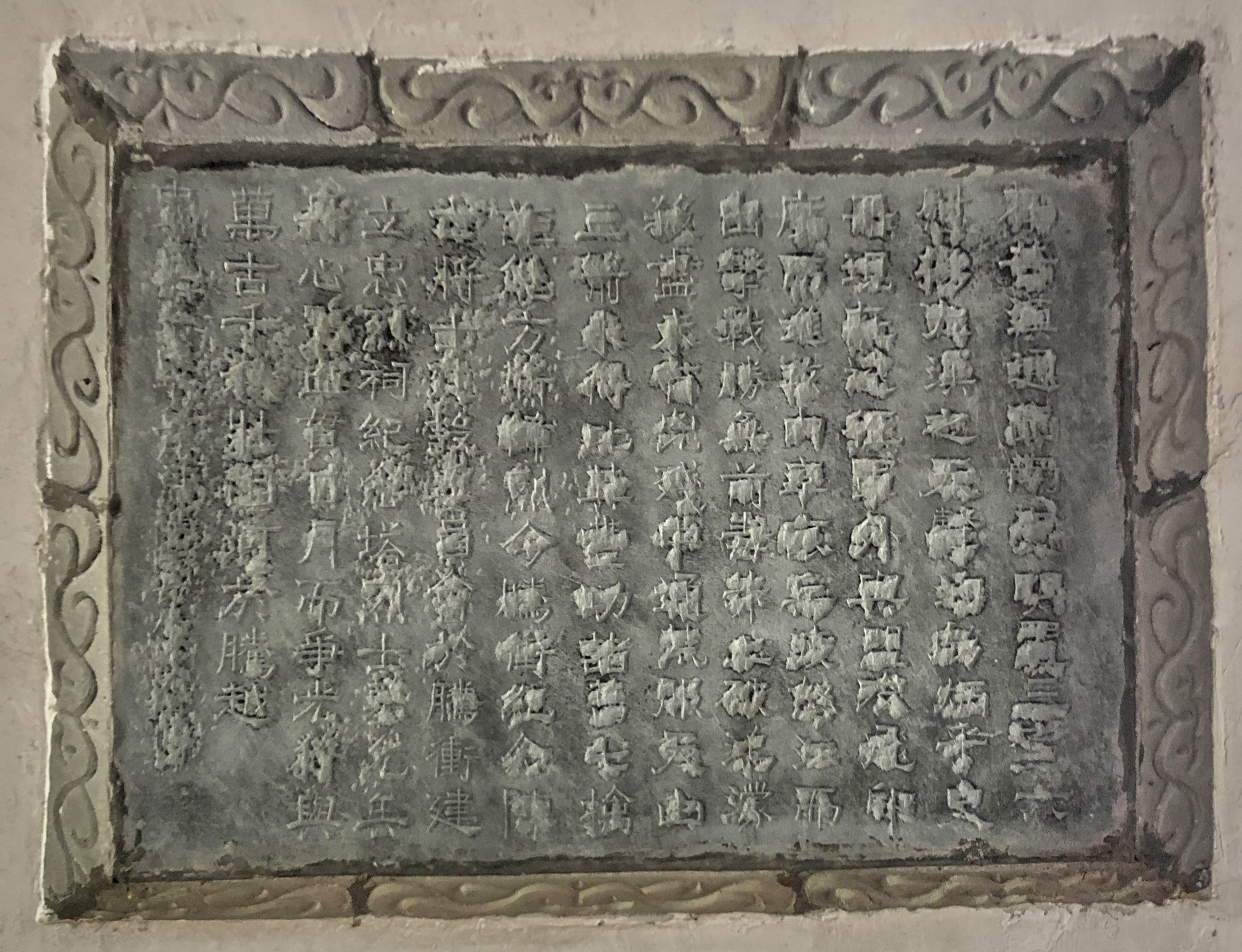
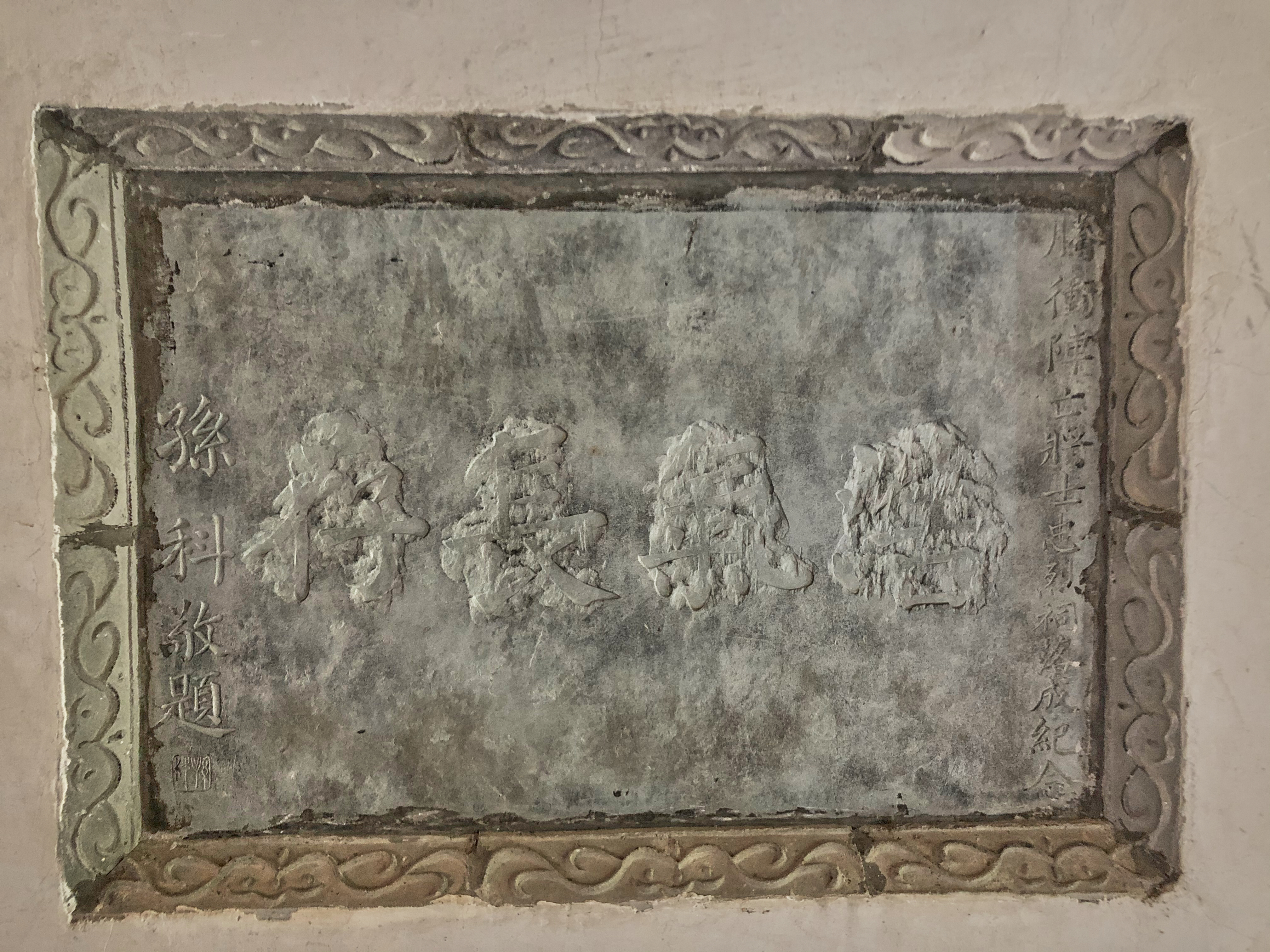
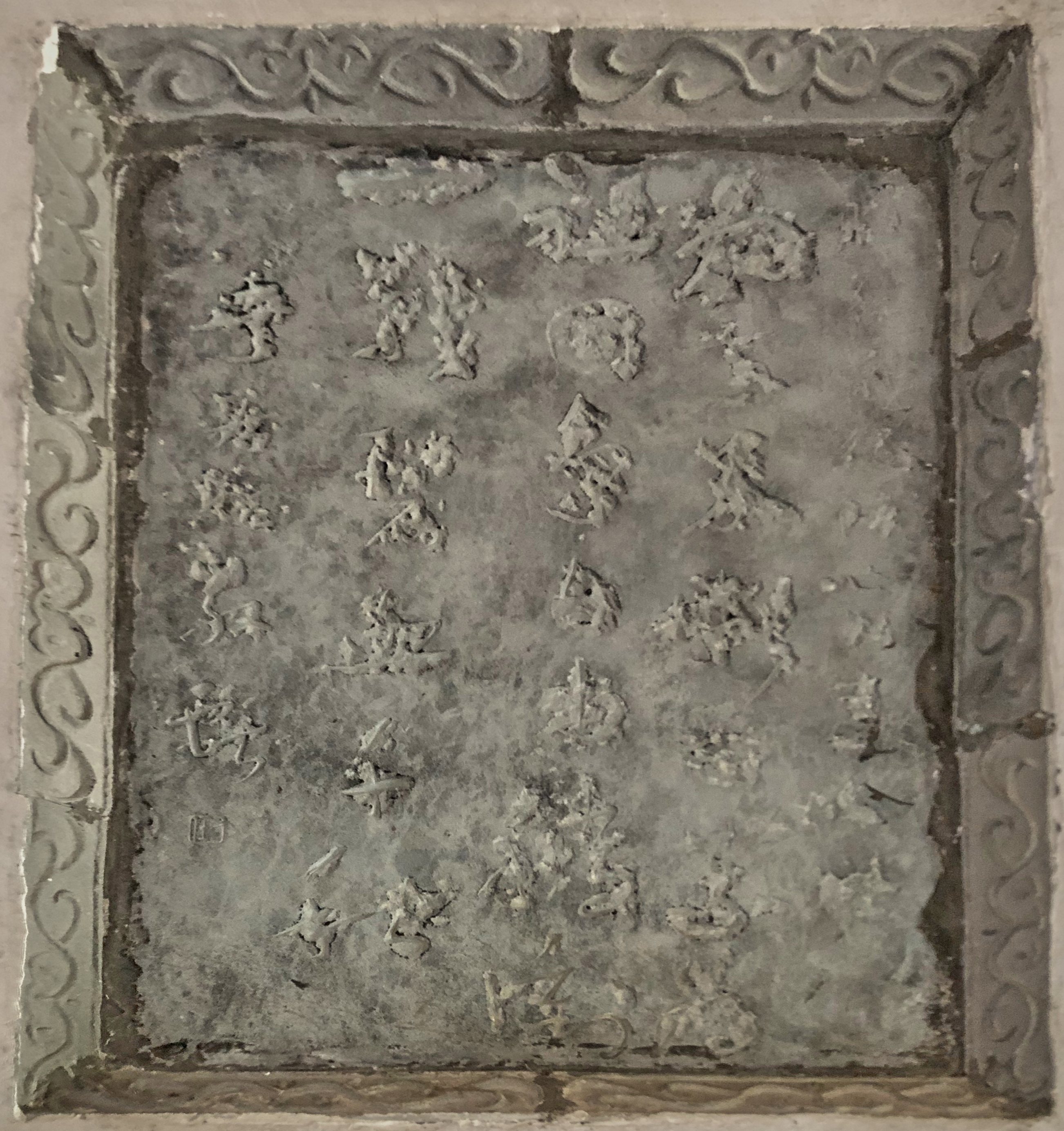
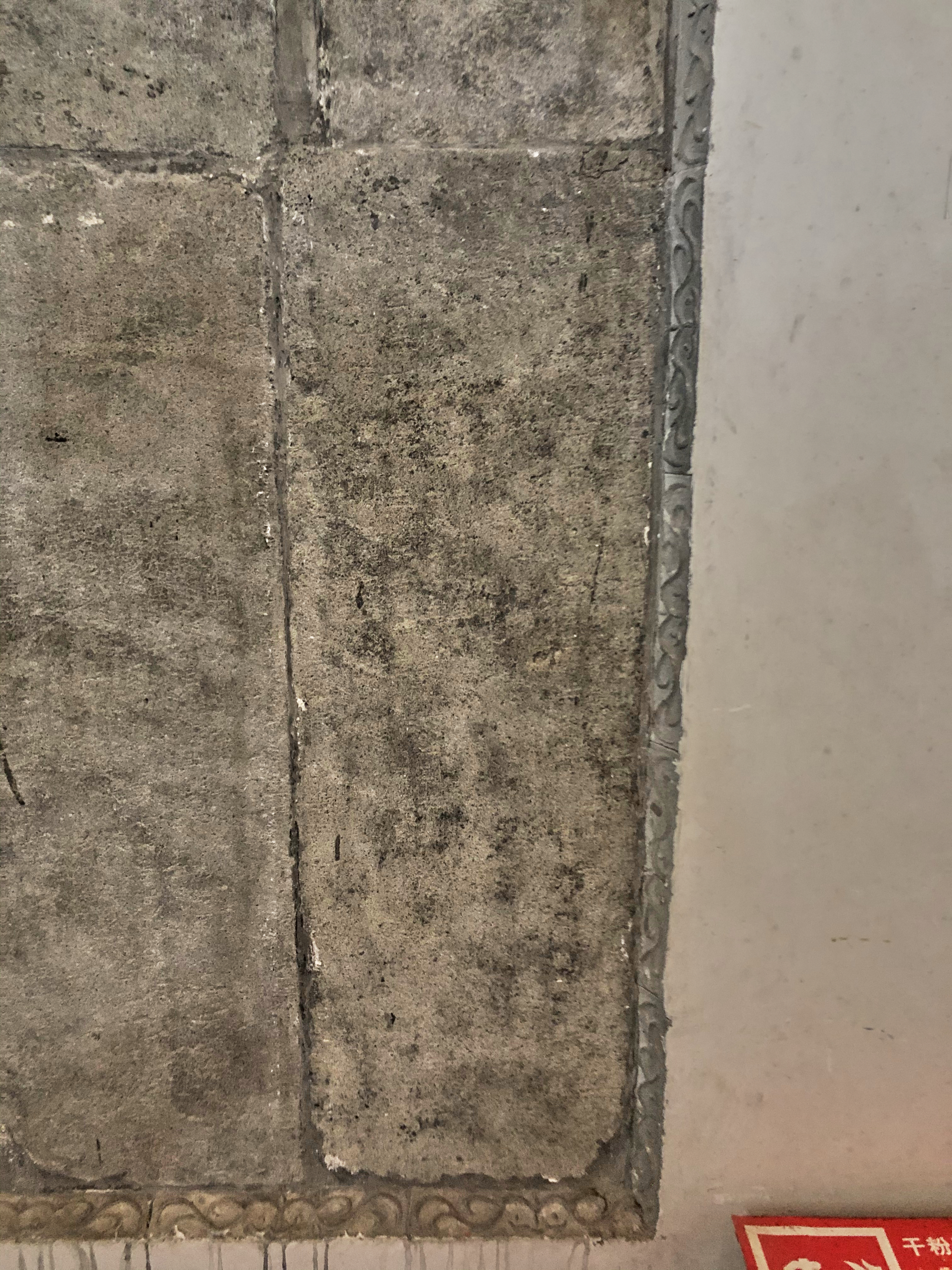
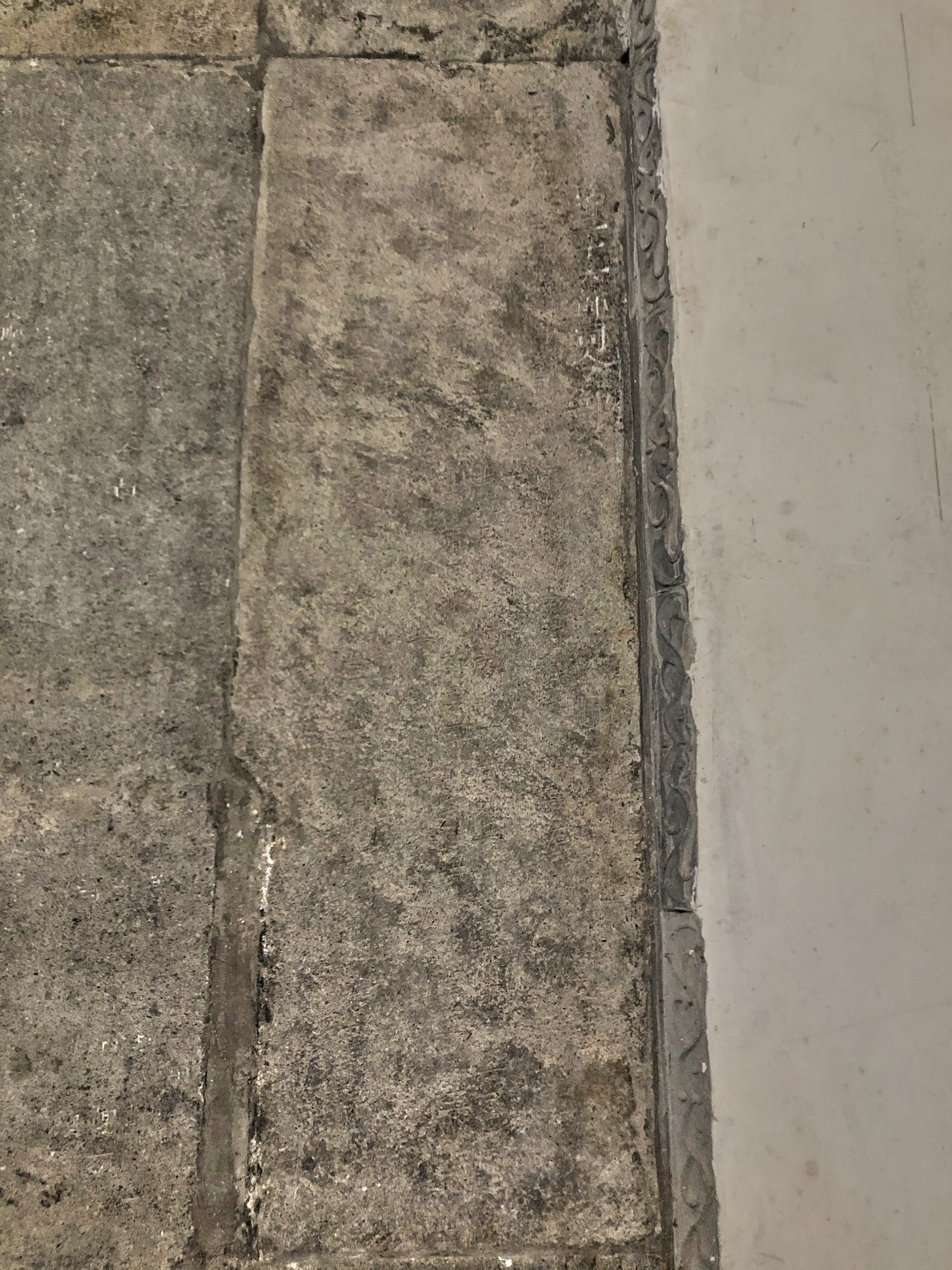
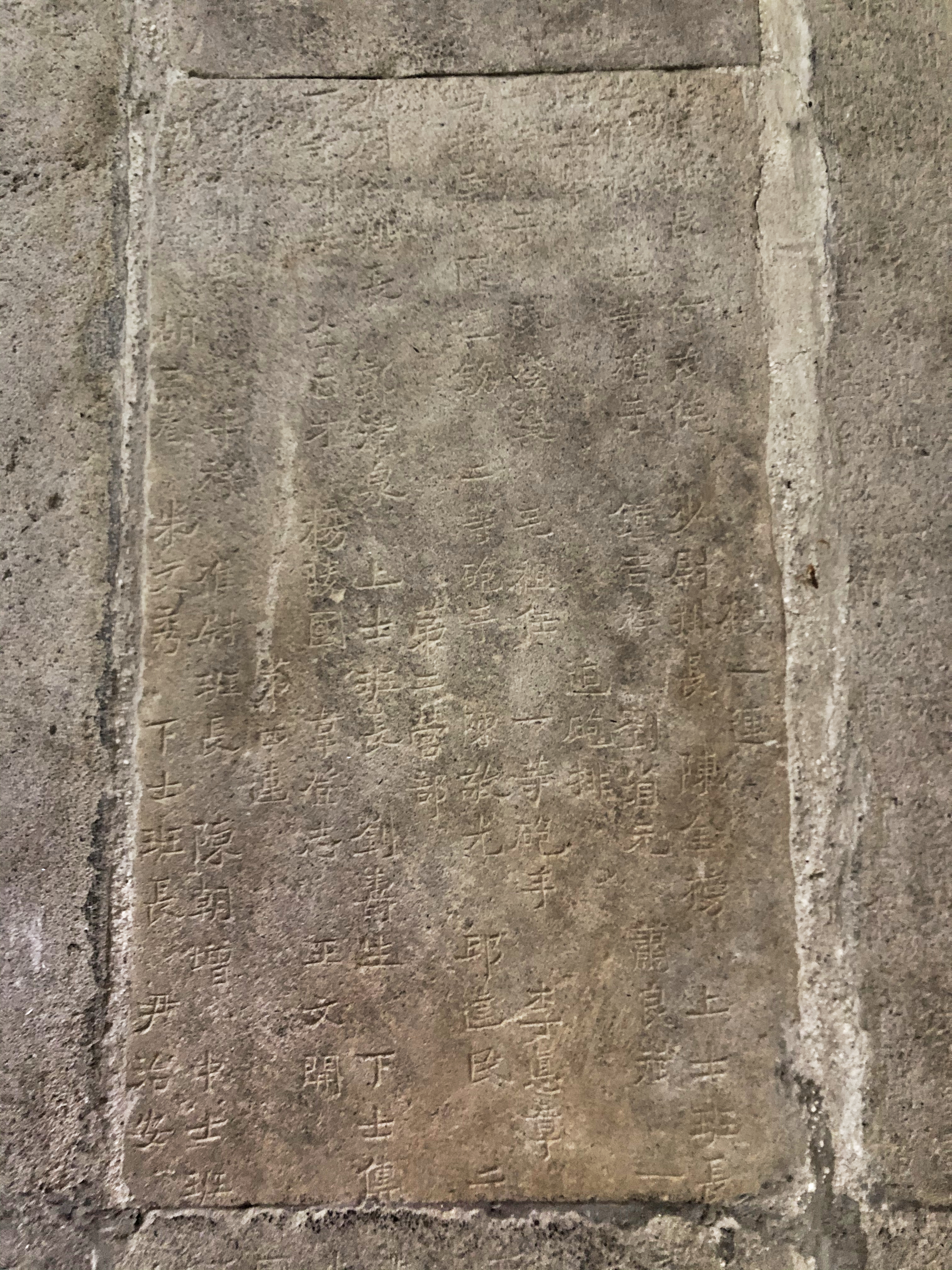
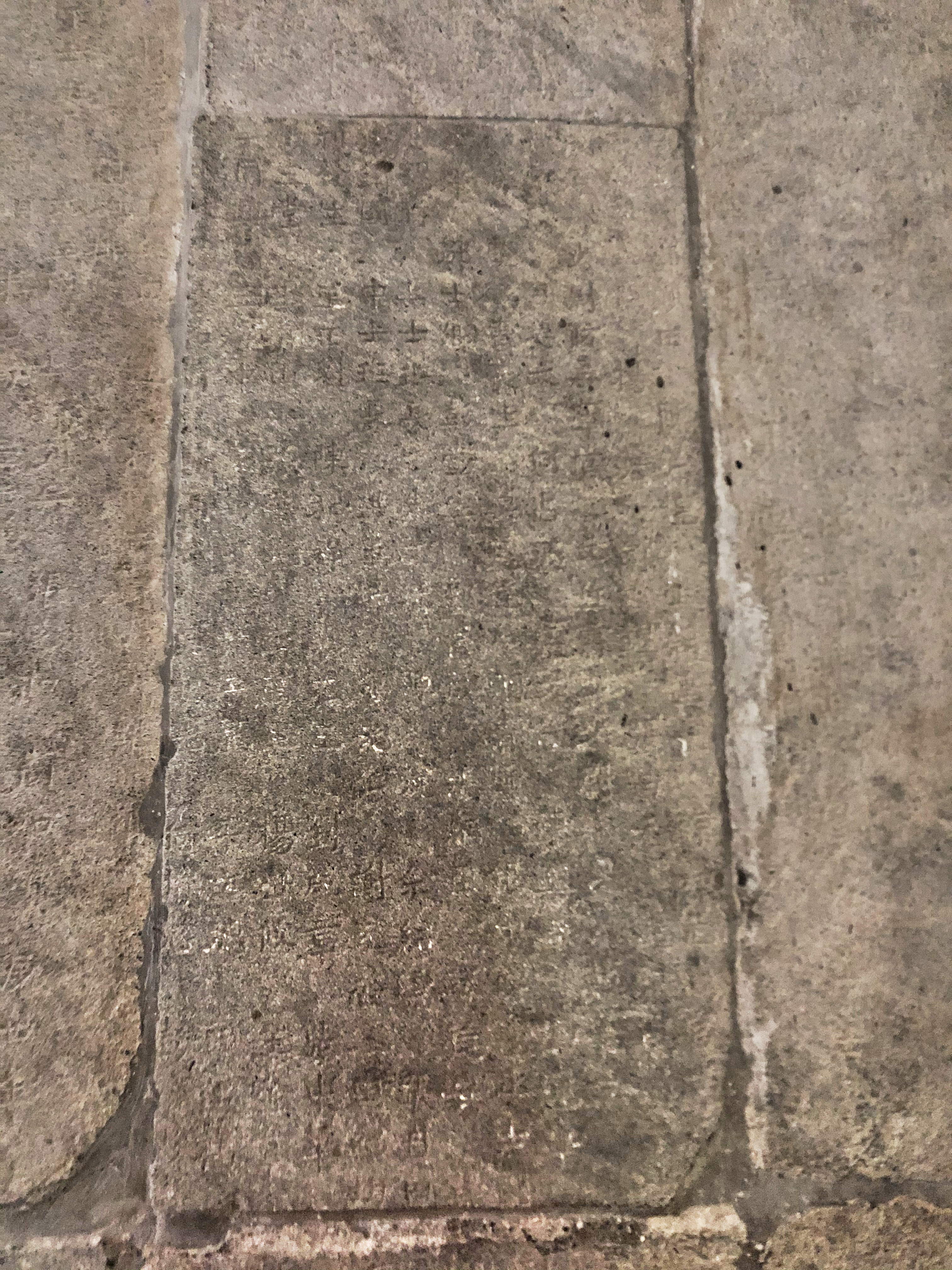
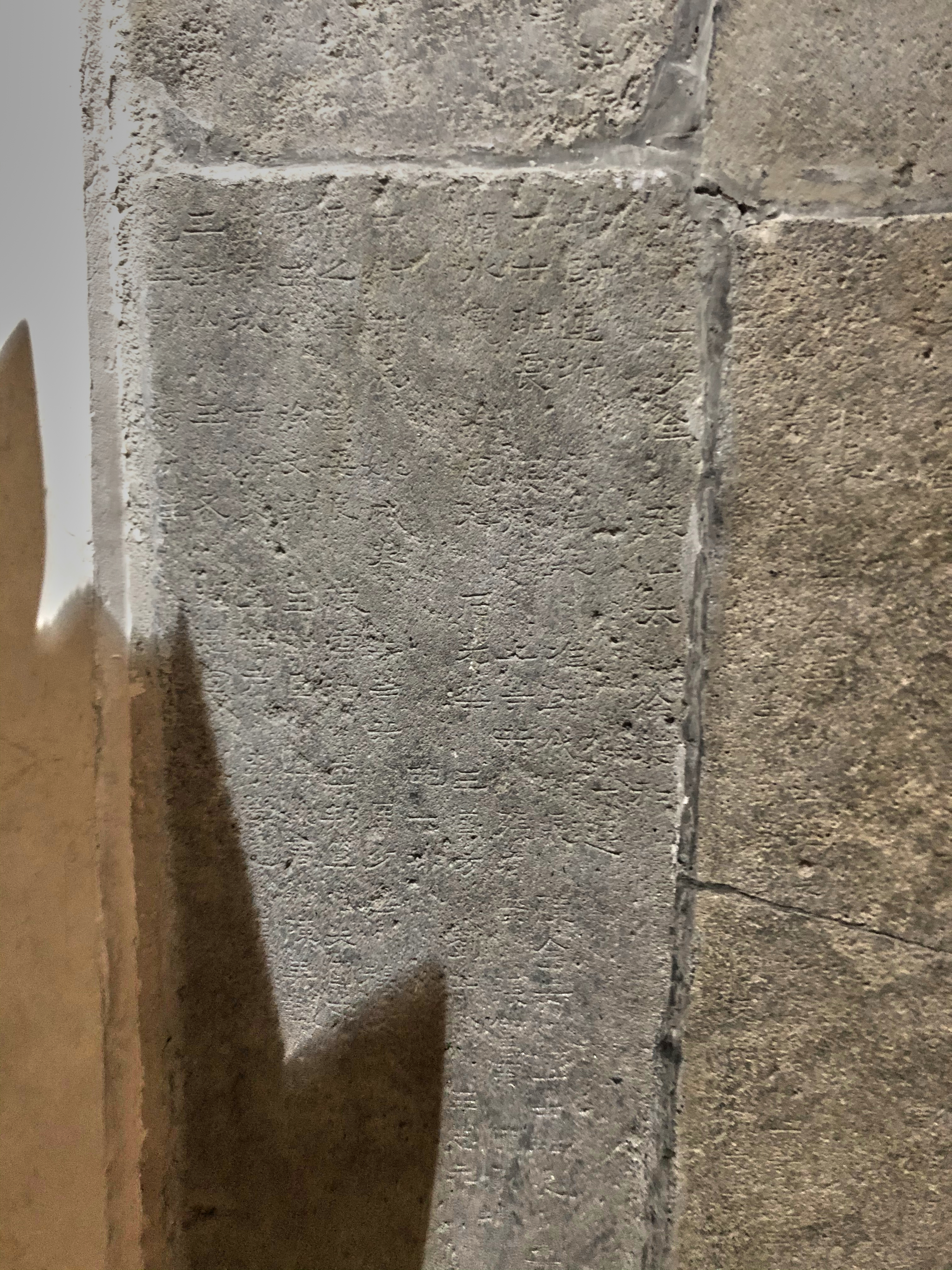
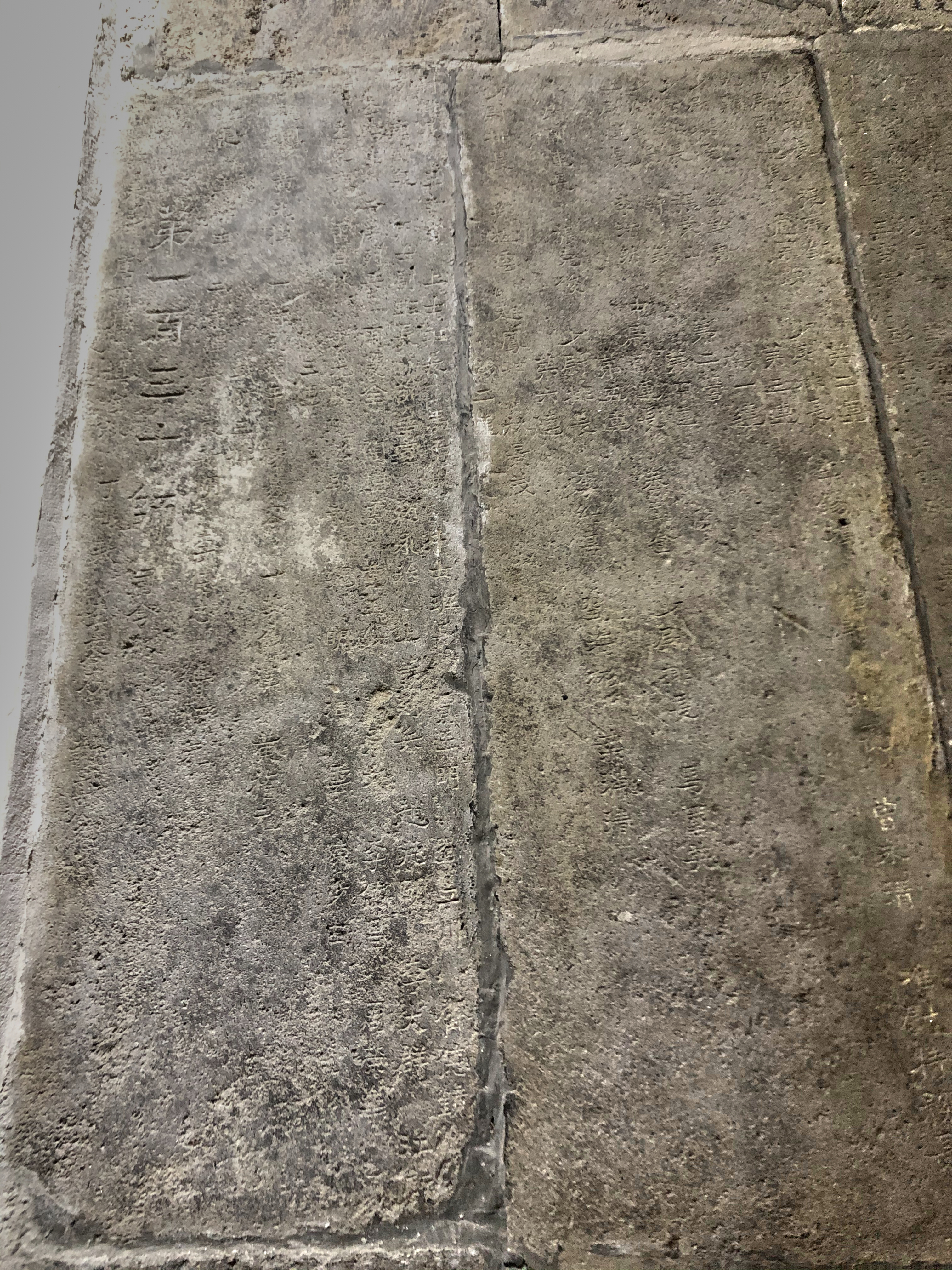
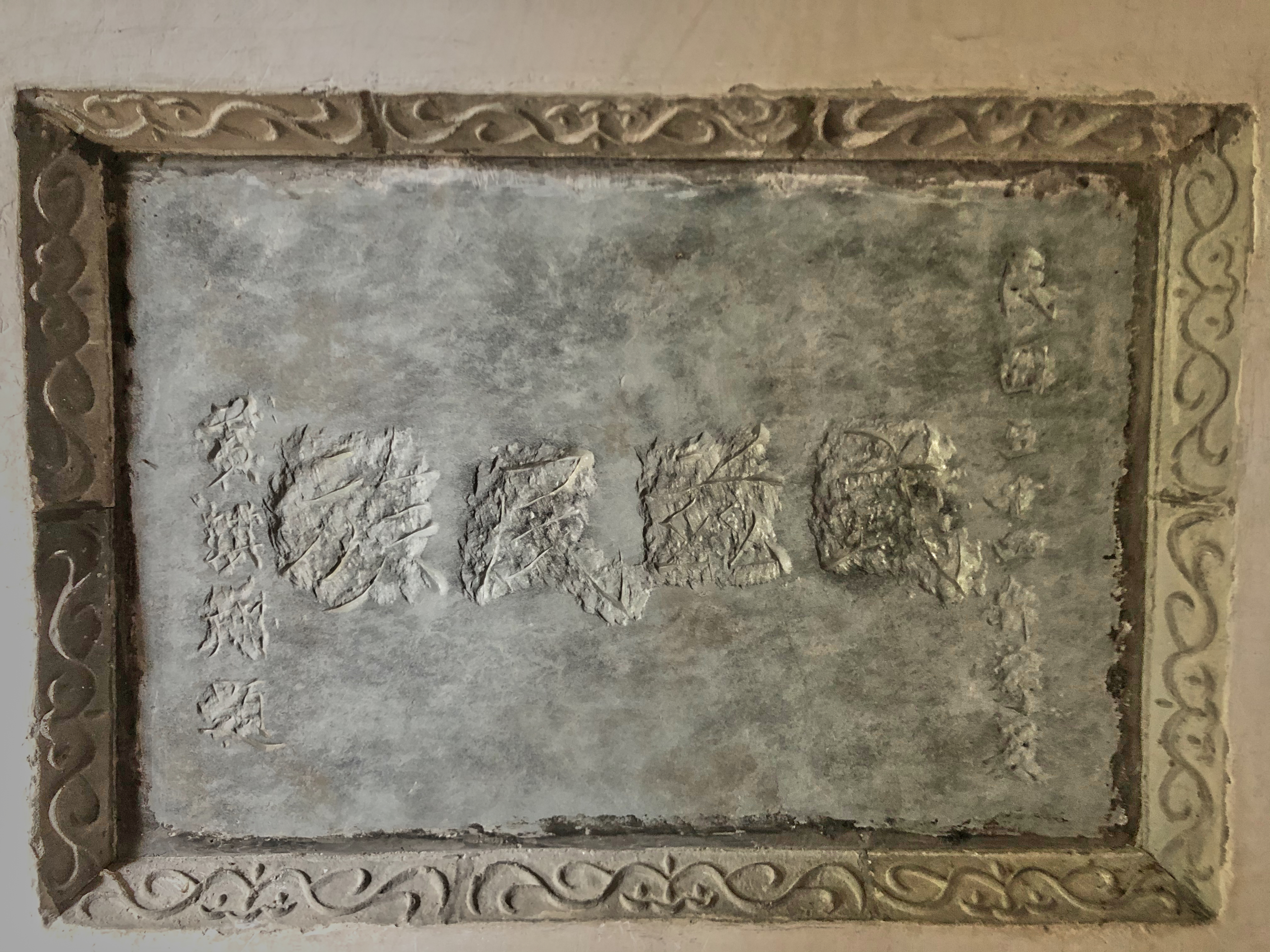
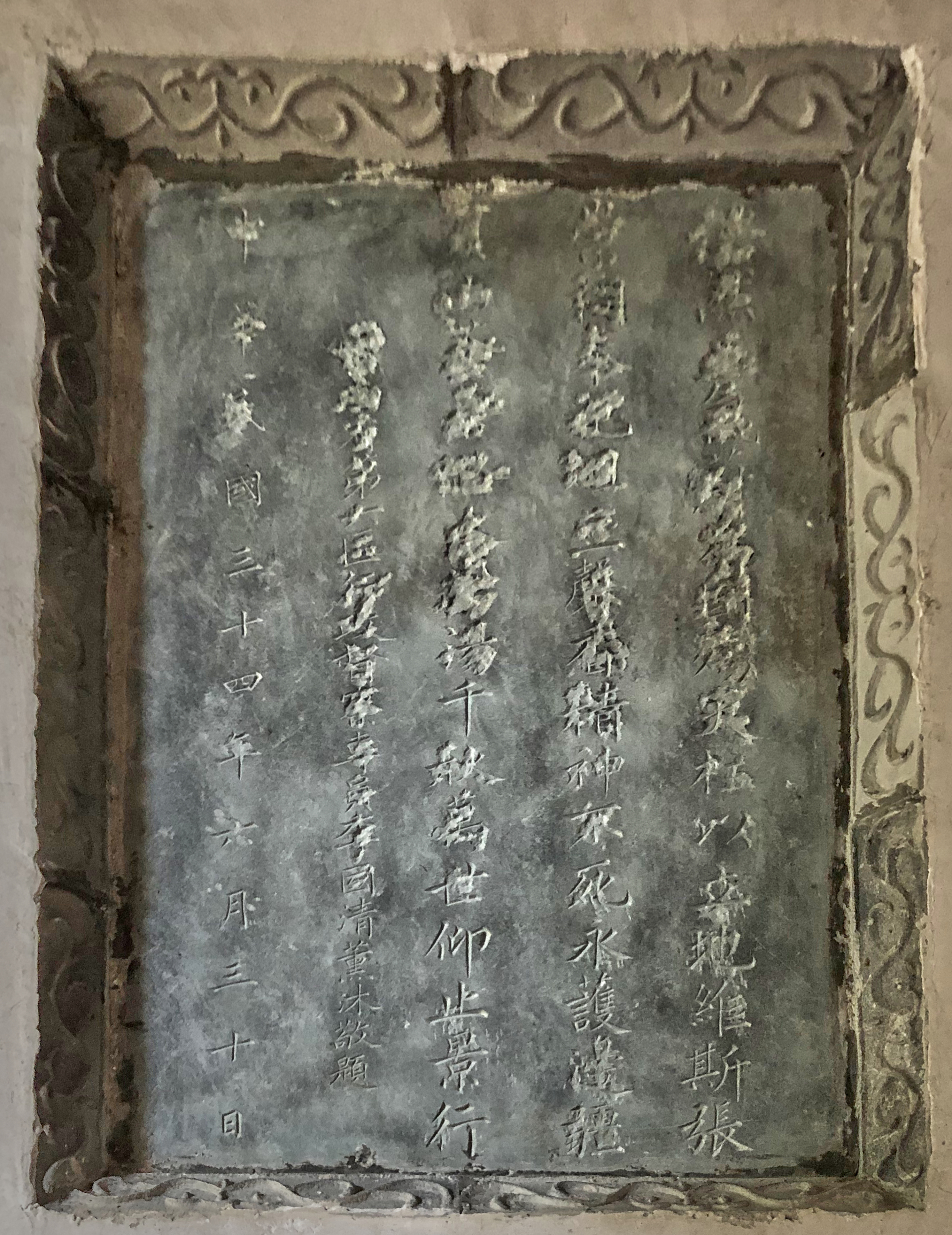
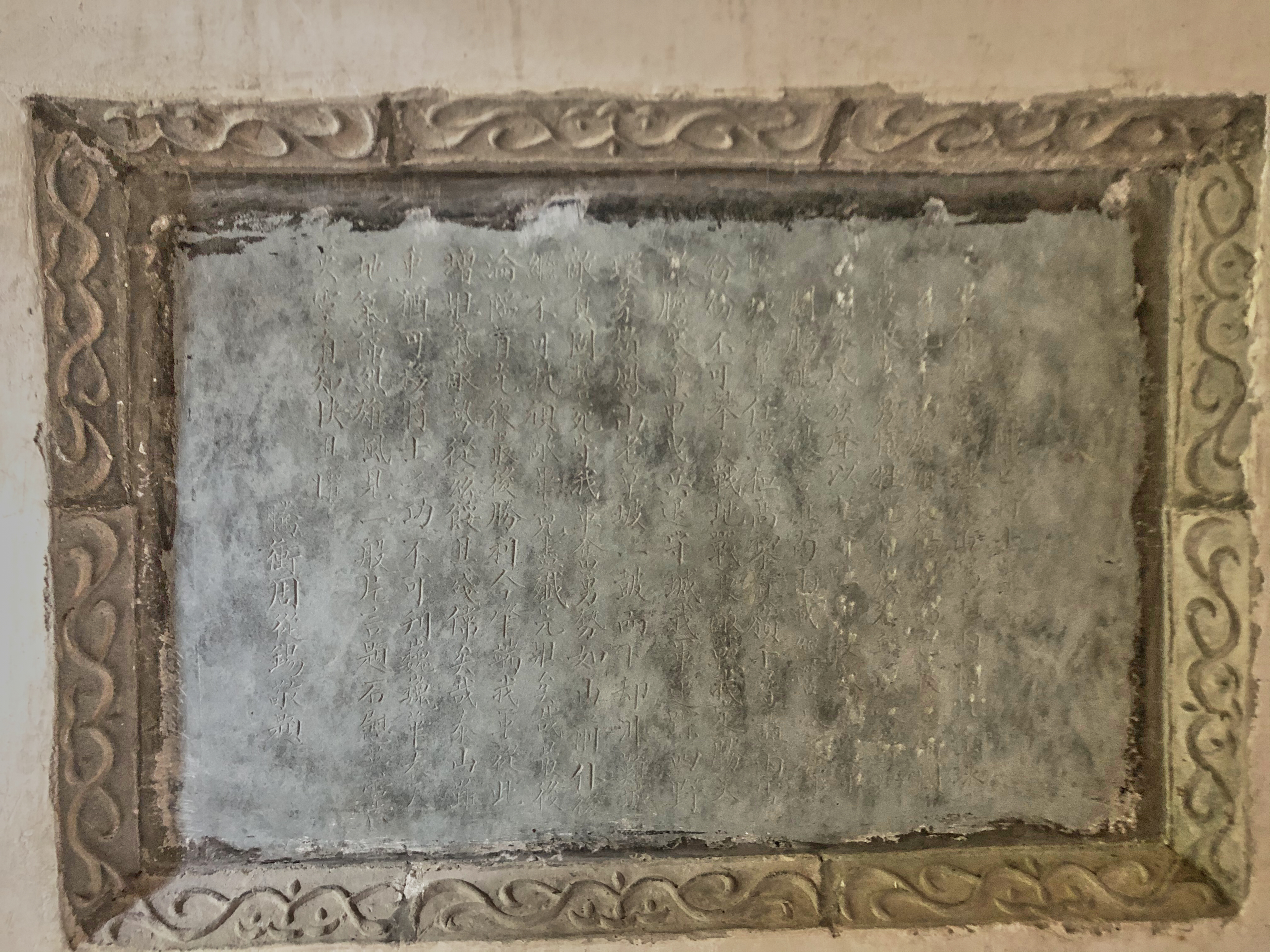
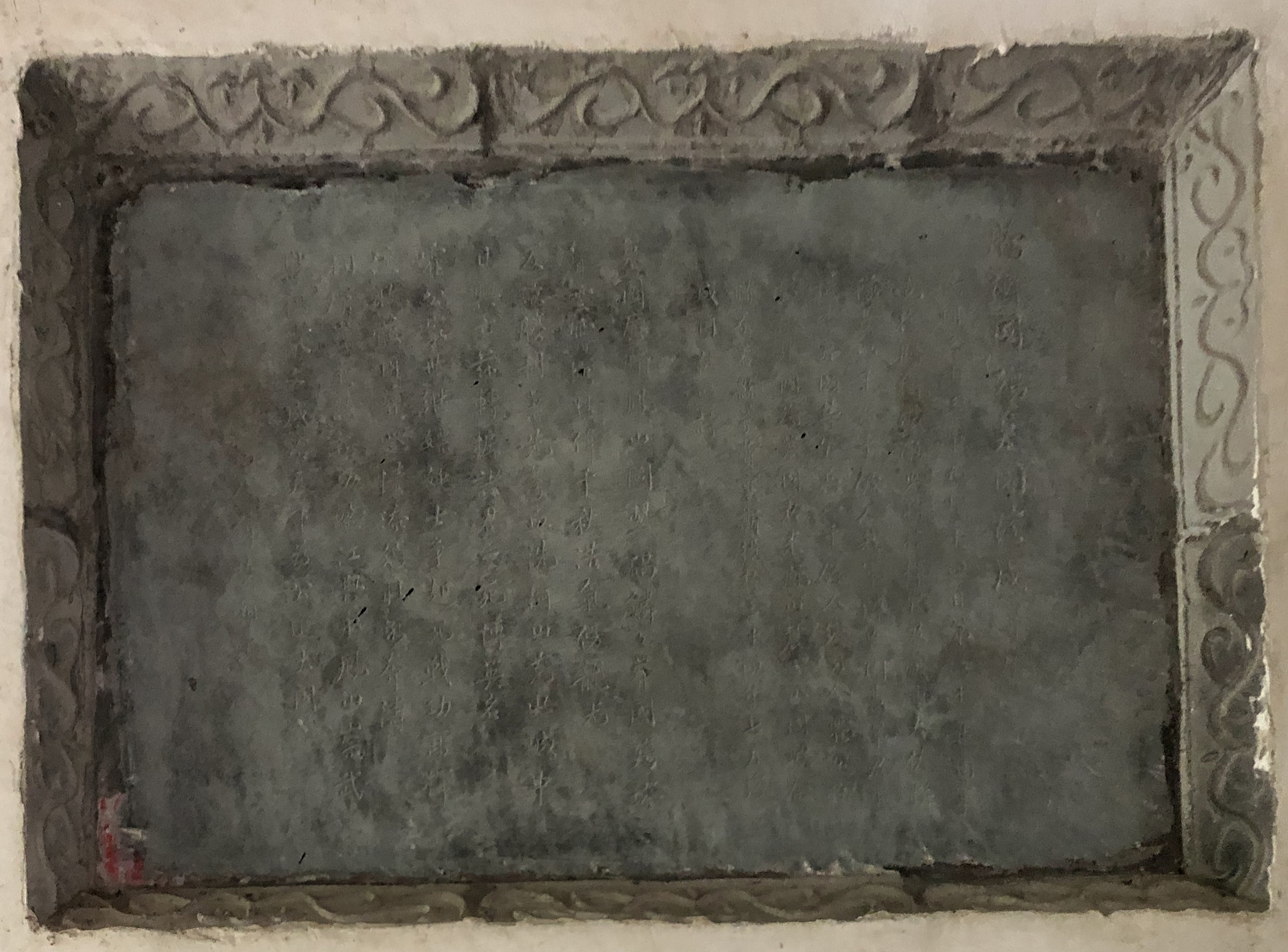
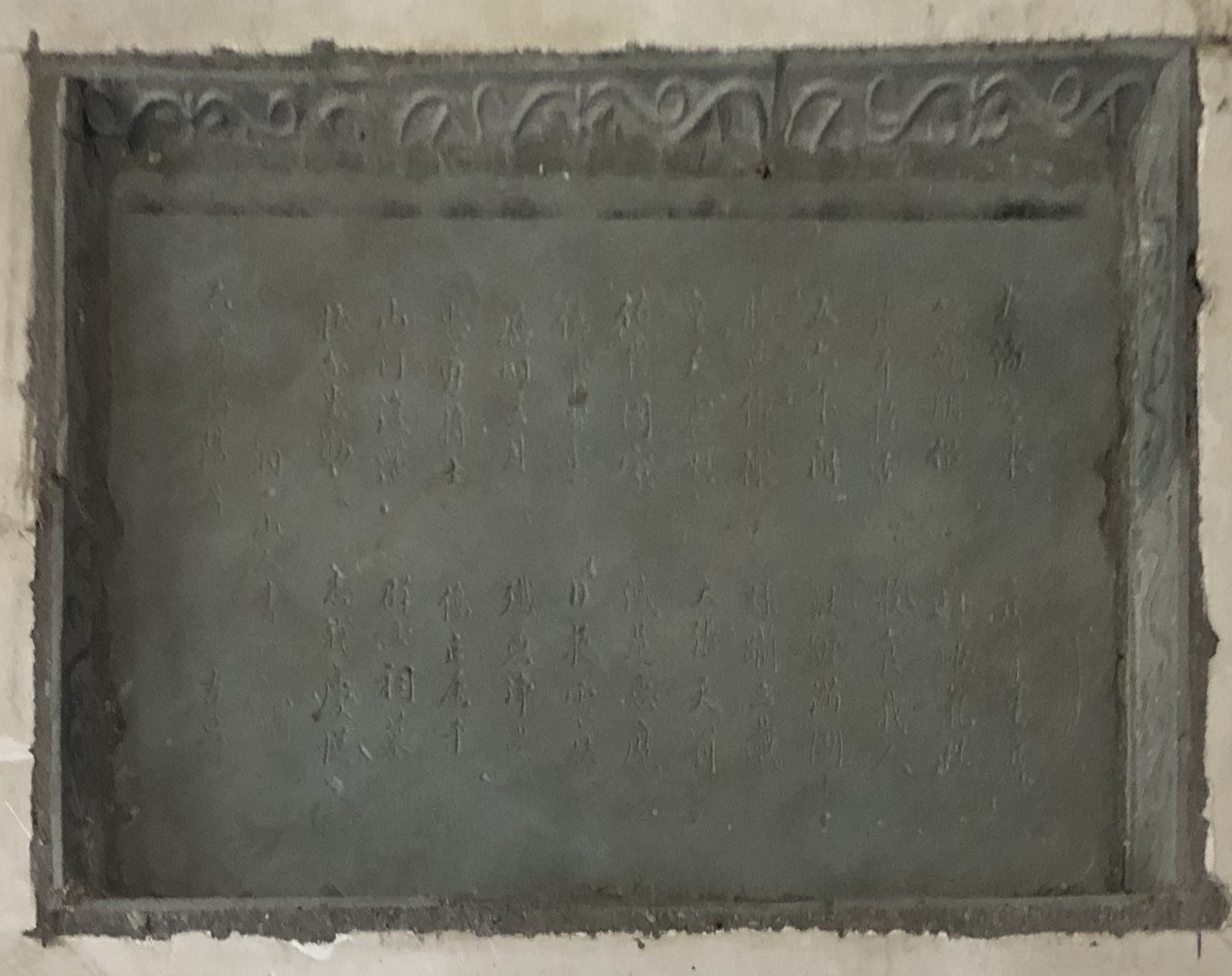
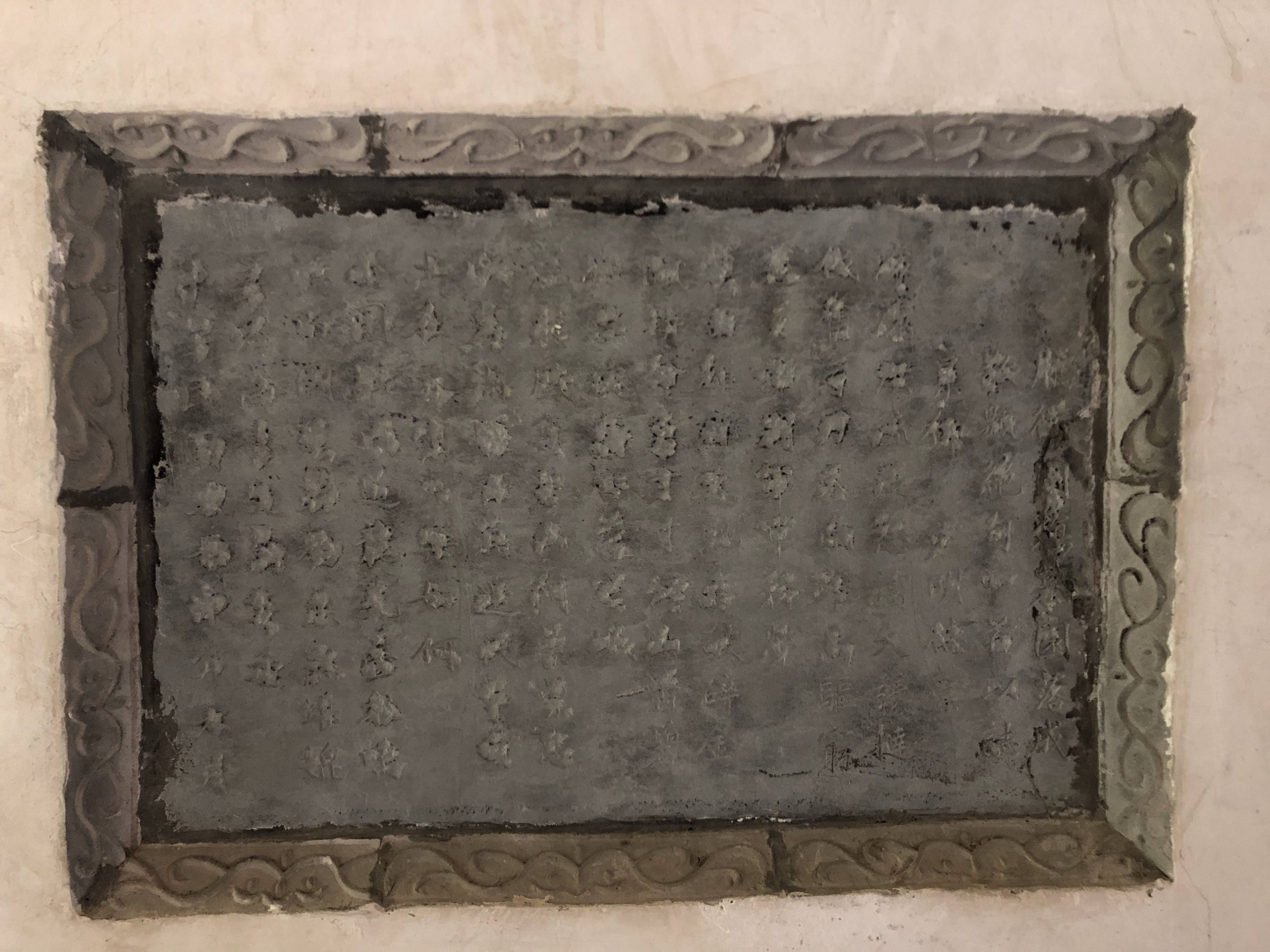
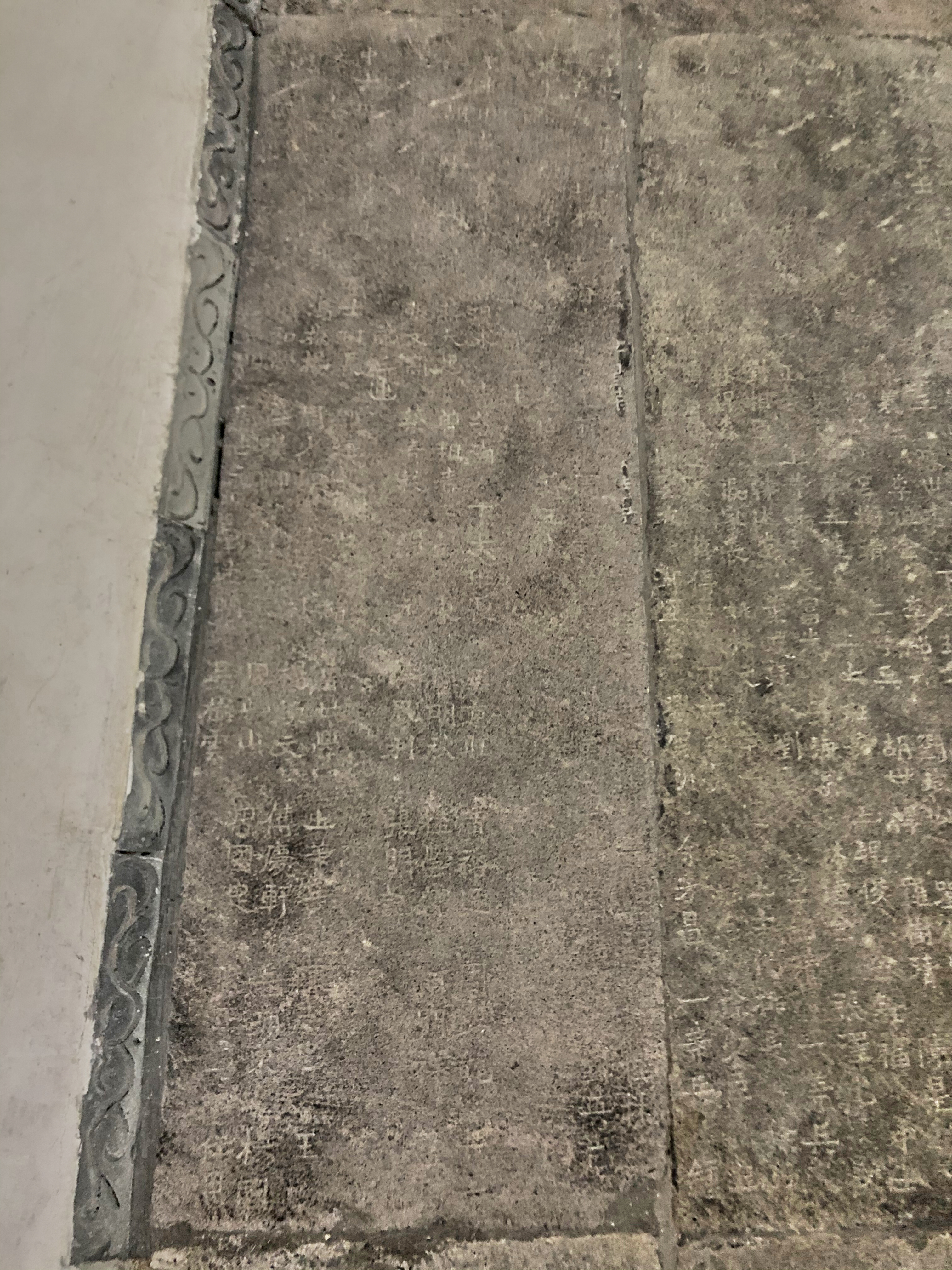
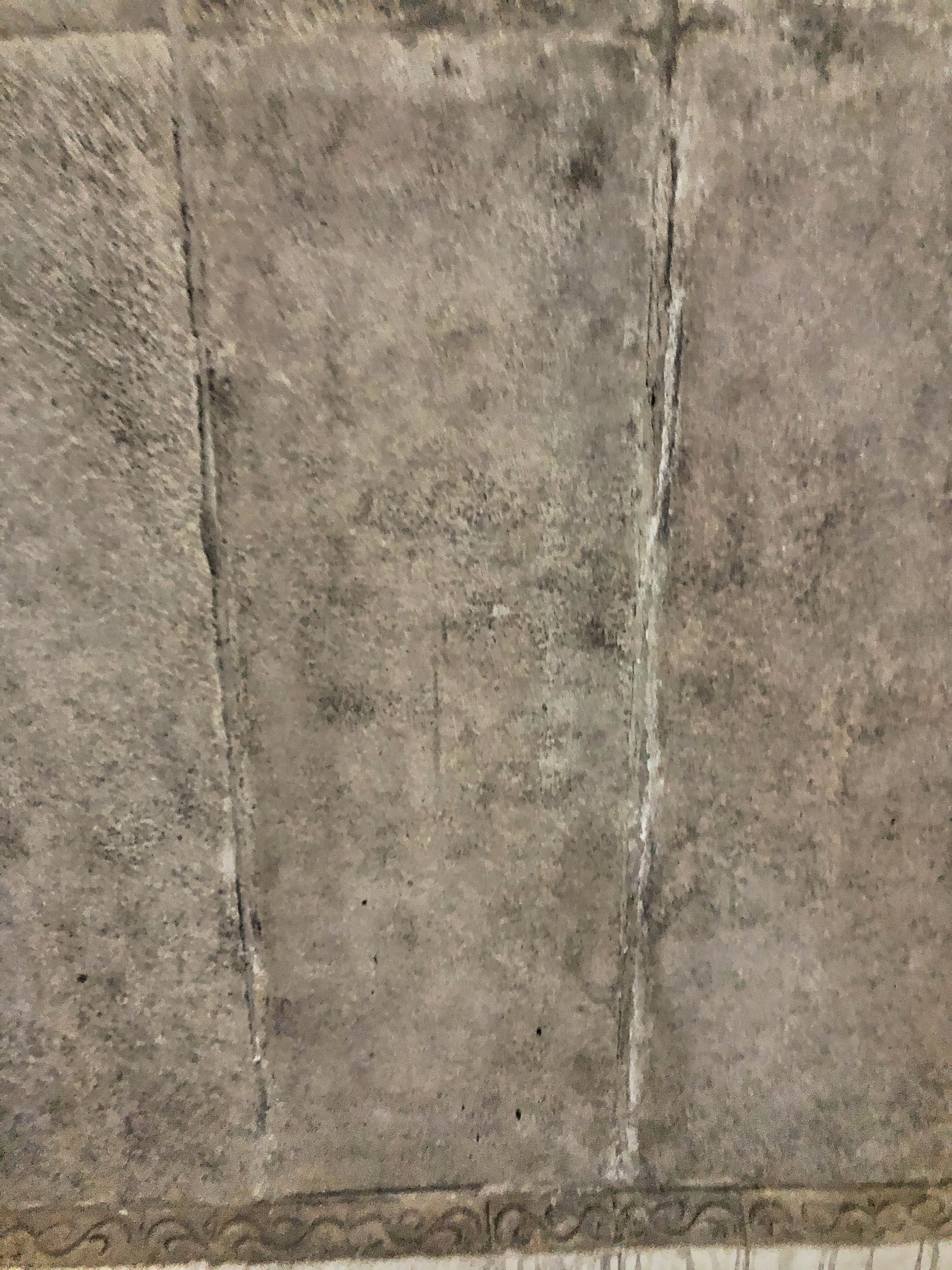
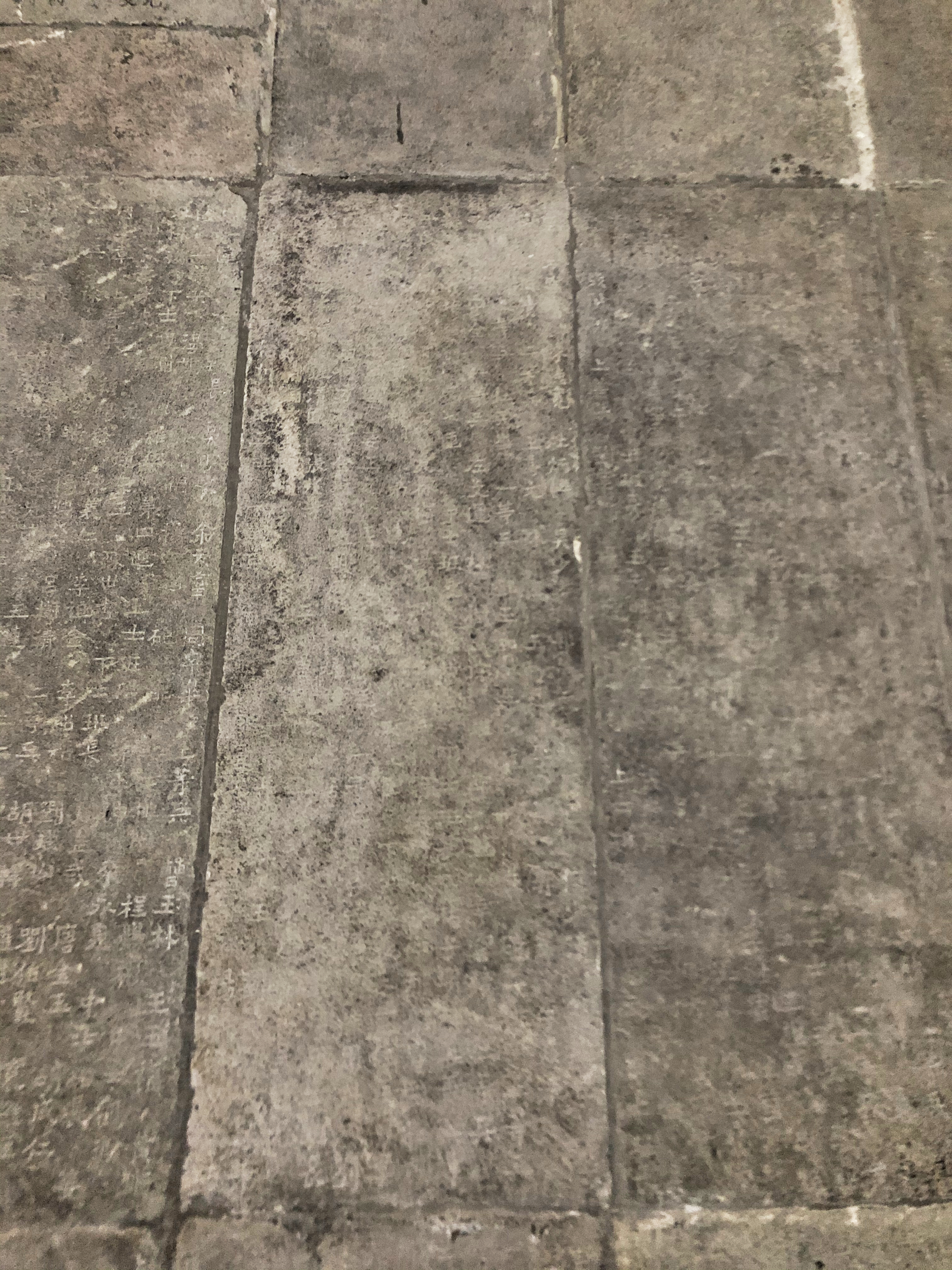
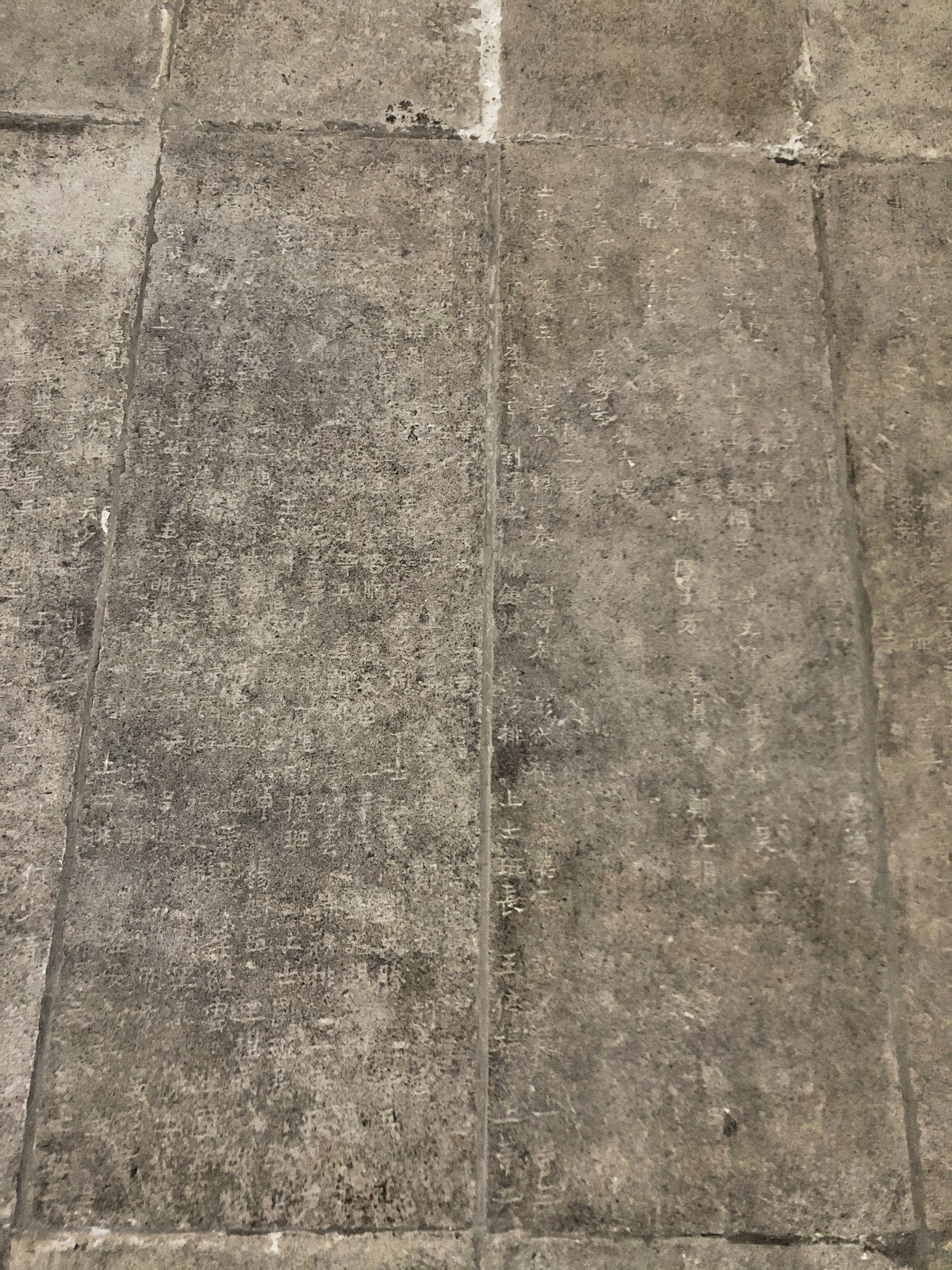
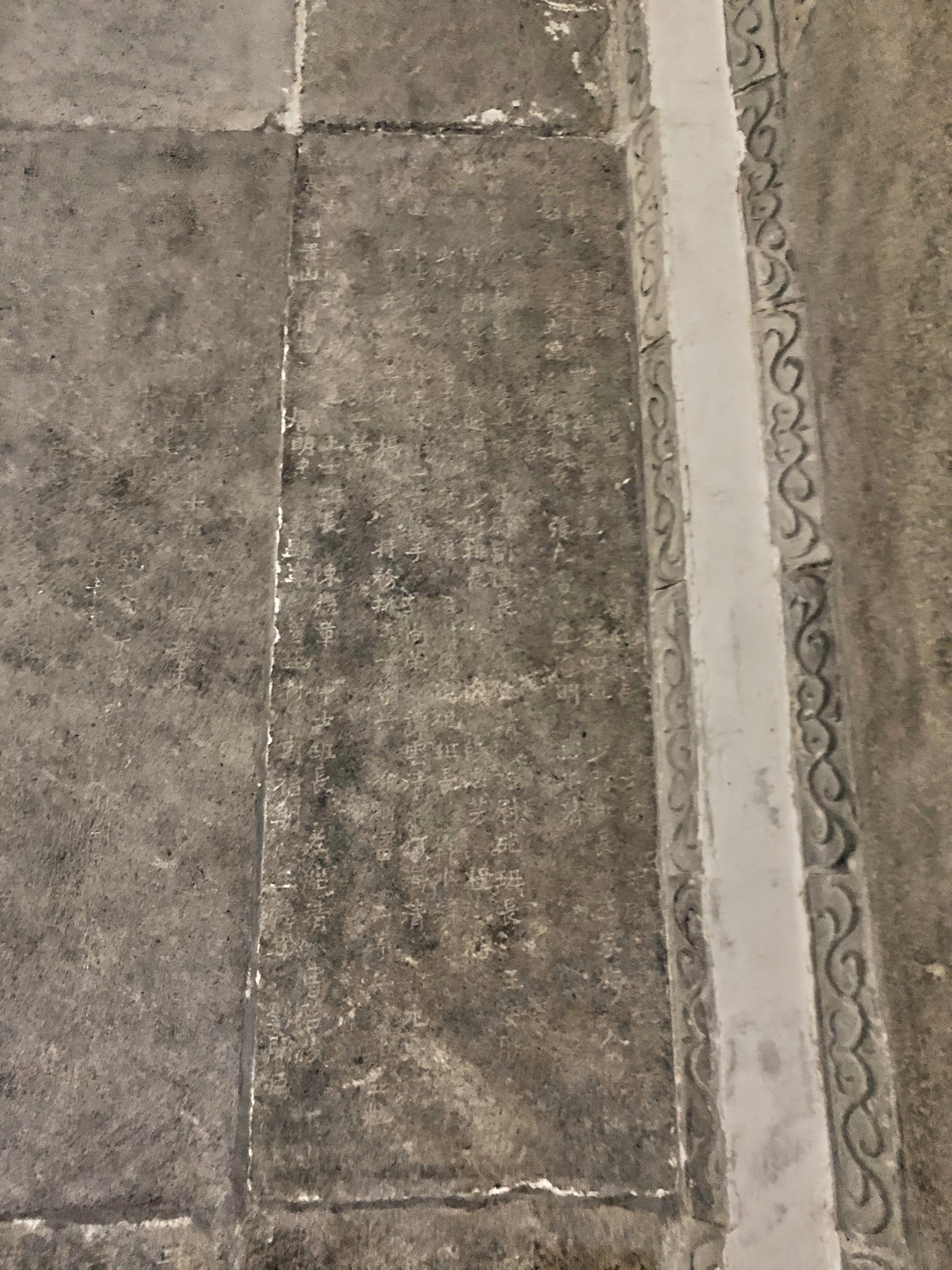
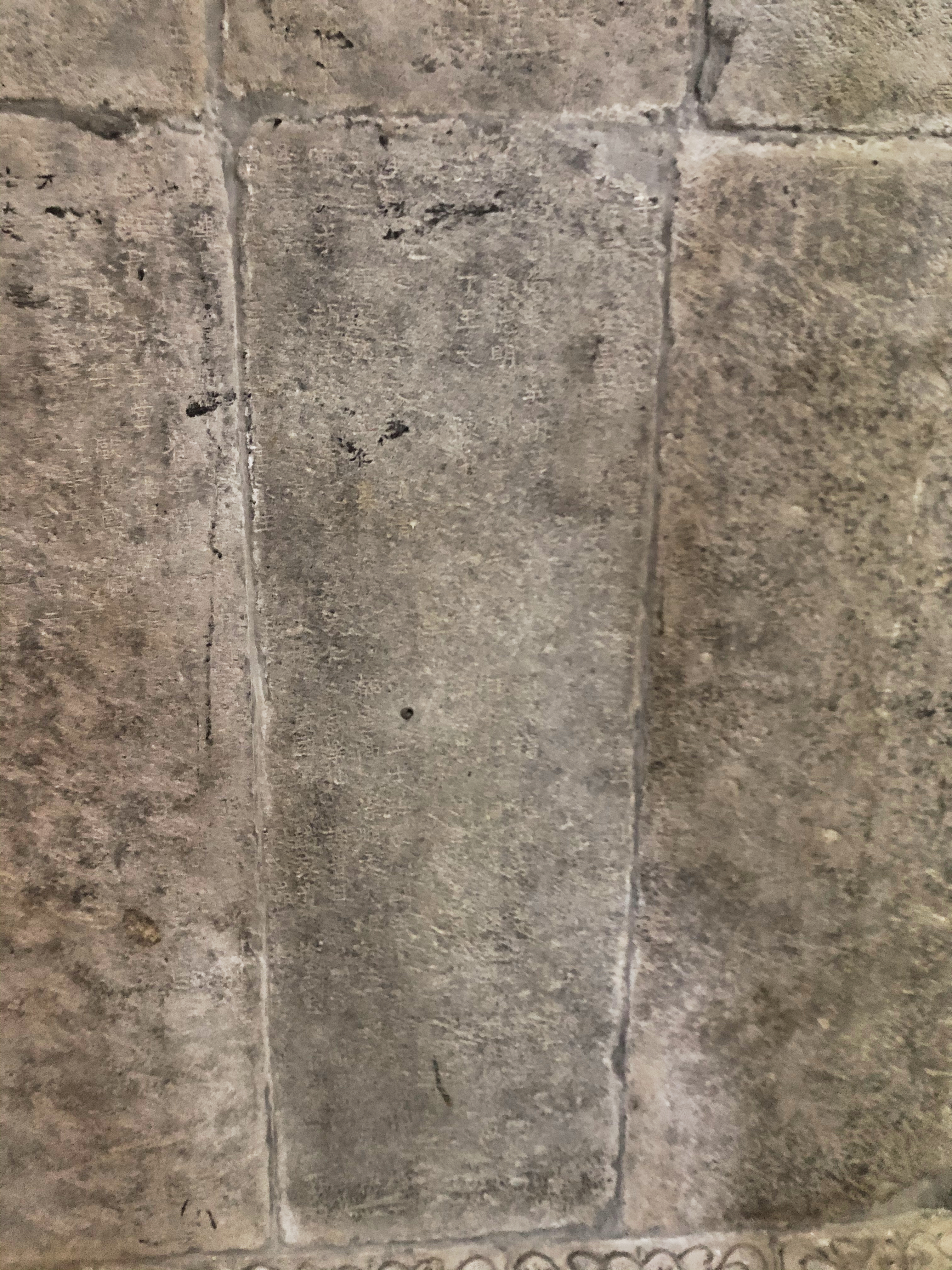
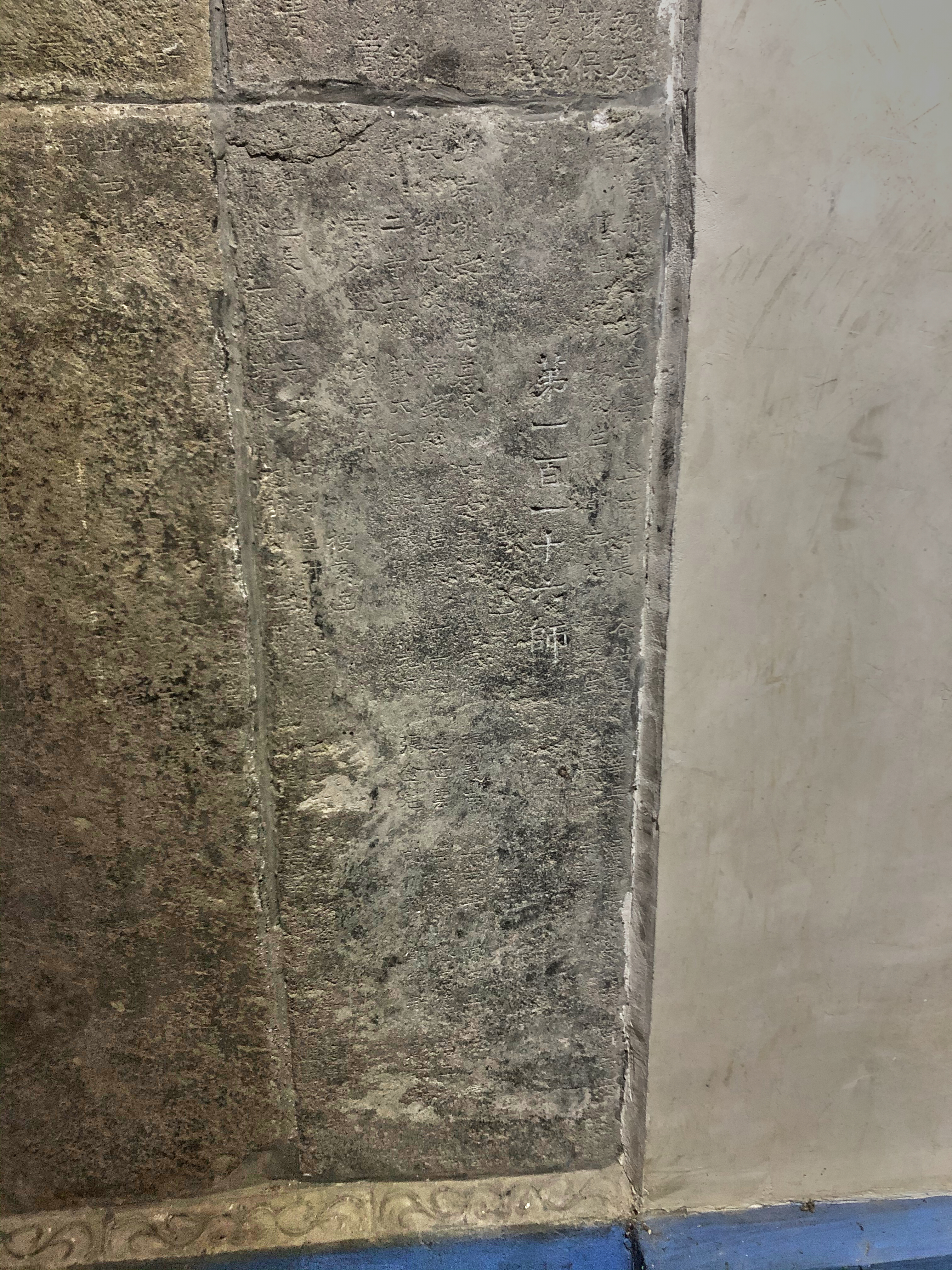
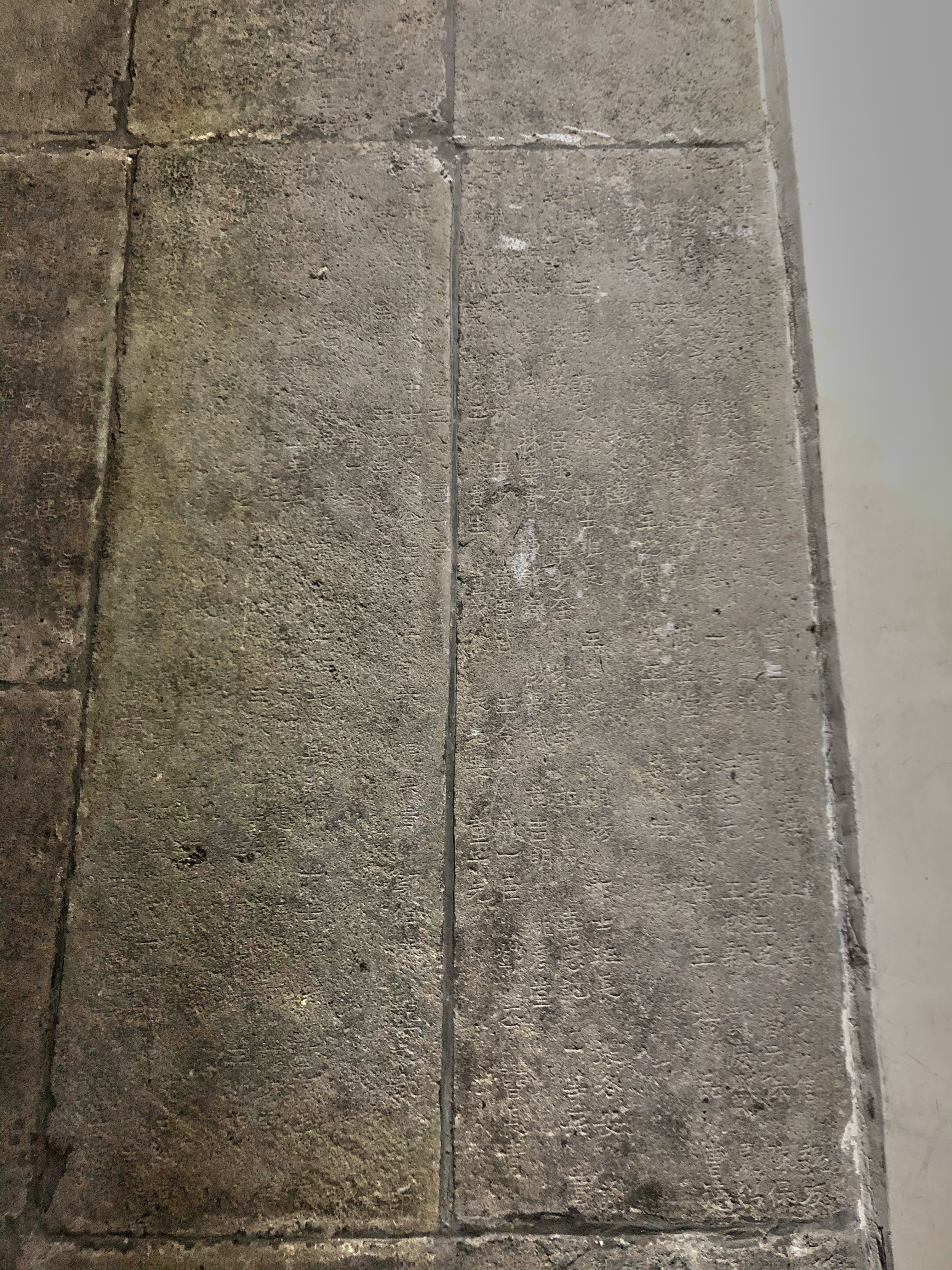
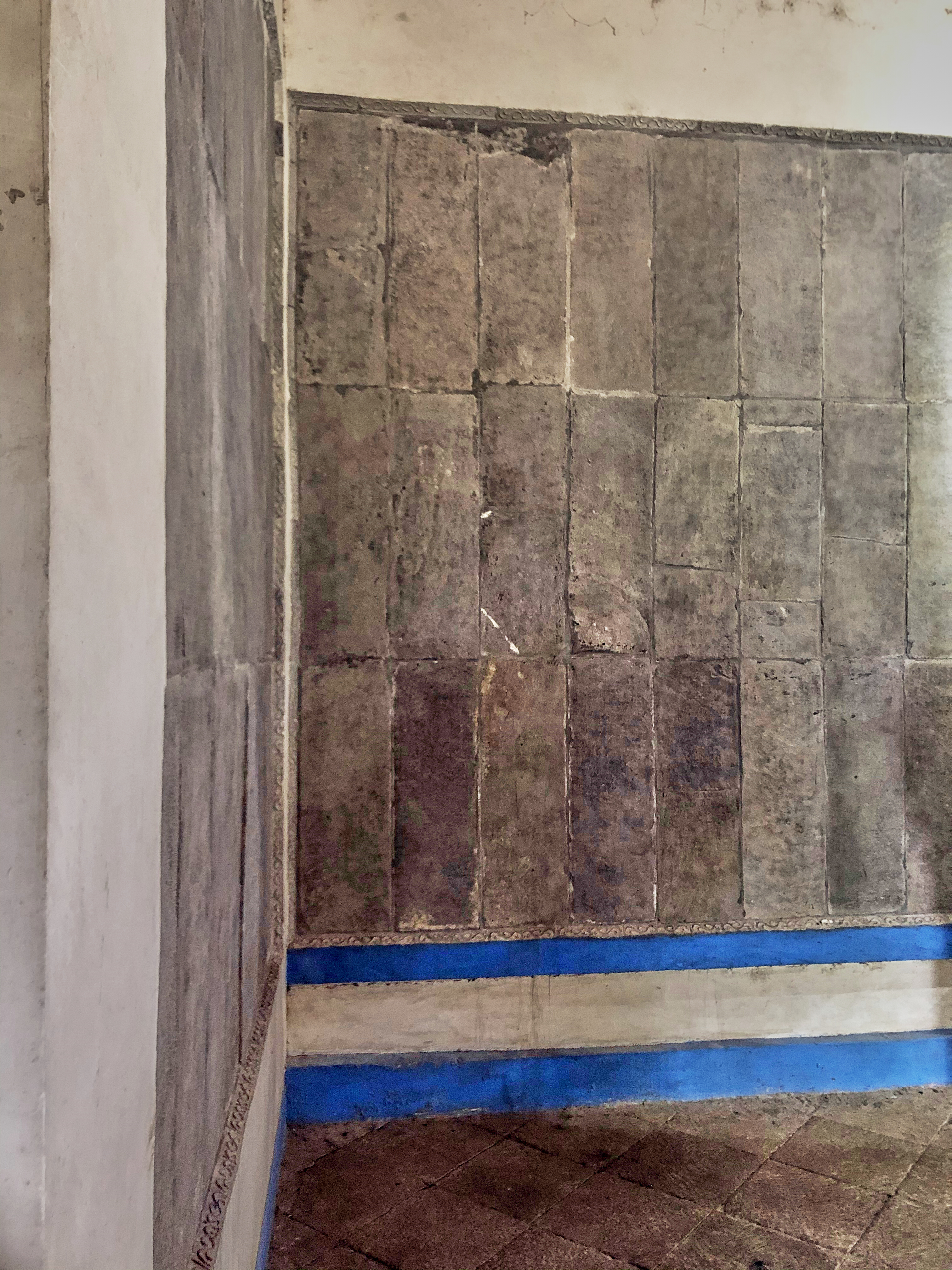
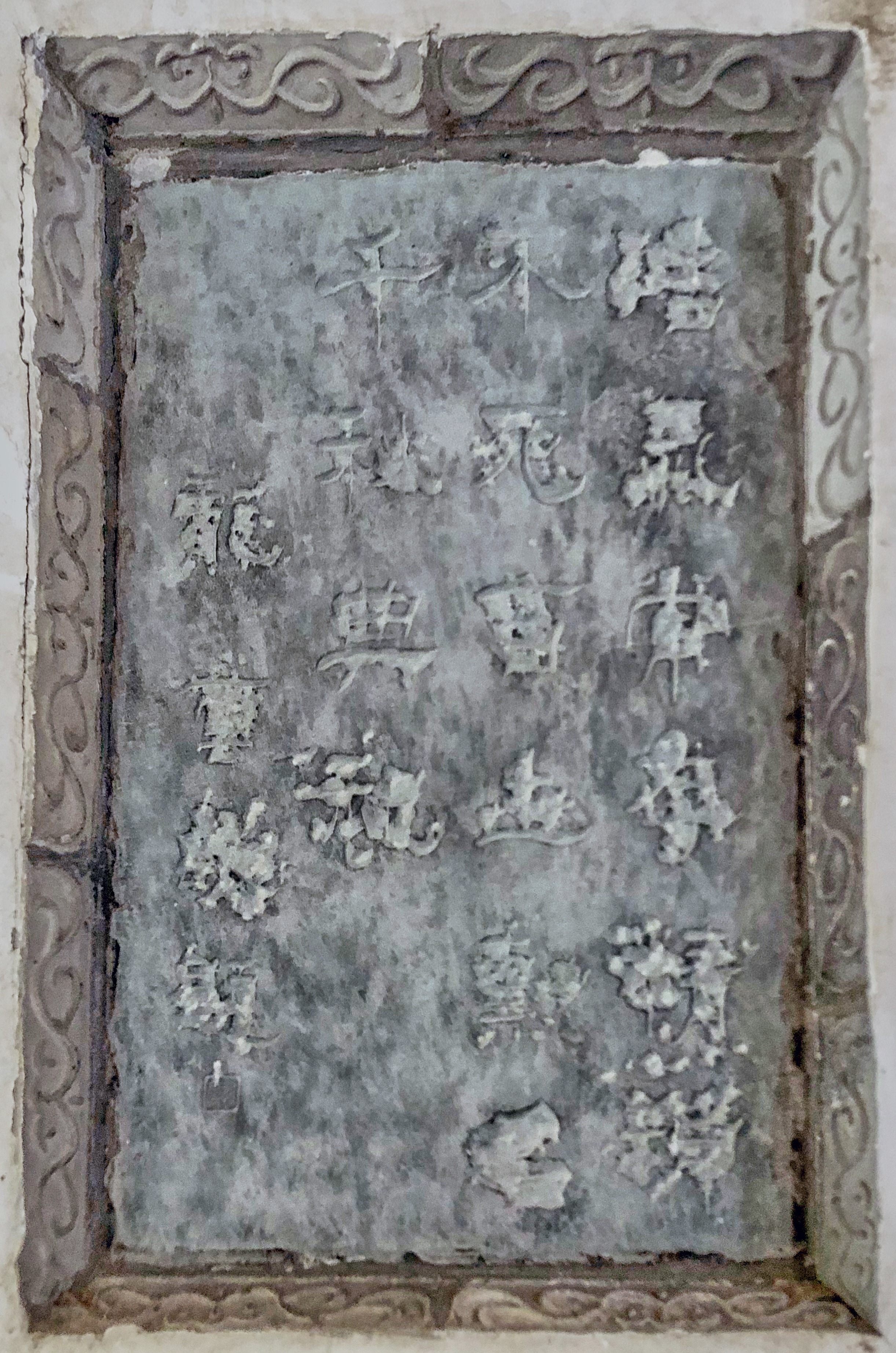
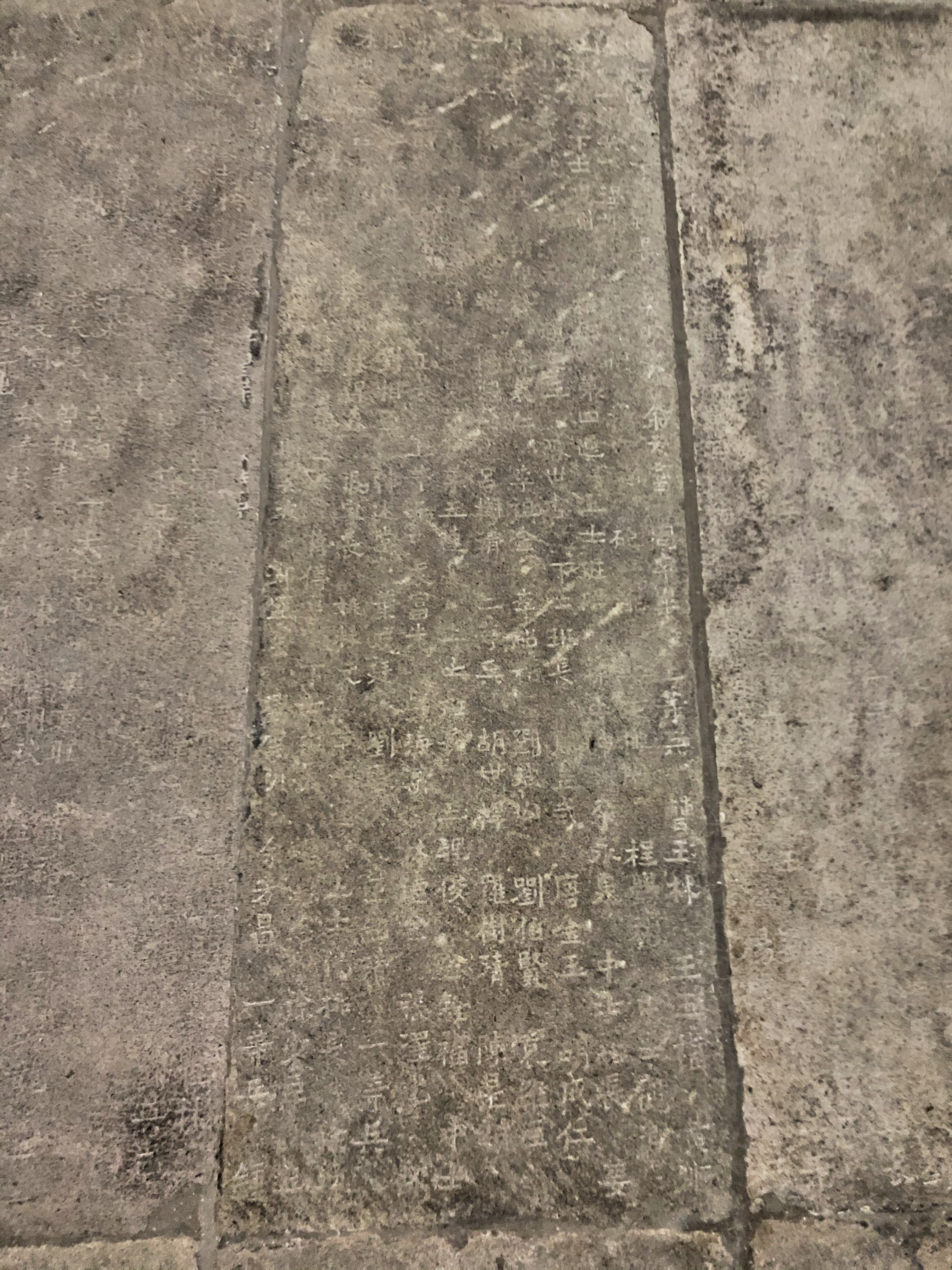

## 馆藏
- 镇馆之宝：1943年，李宗仁亲赠腾冲县长张问德的红藤杖，上面题有“抗战到底，步步前进”八字。（现已移至滇缅抗战博物馆）